# Lijst van vlaggen van Oekraïense gemeenten
Dit artikel bevat een lijst van vlaggen van Oekraïense gemeenten. In augustus 2020 waren er 1440 gromada's (exclusief de gemeenten in het bezette gebied van de Krim en Donbass). Vanwege het (potentieel) grote aantal, worden ze hier niet getoond. Dit lijst toont alleen vlaggen van plaatsen met meer dan 9.000 inwoners.

## A

Aloesjta[3]
Altsjevsk
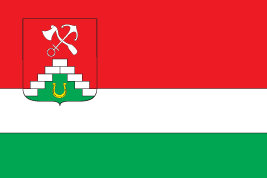
Amvrosiivka
Andrushivka
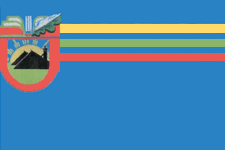
Antratsyt
Apostolove
Armjansk[3]
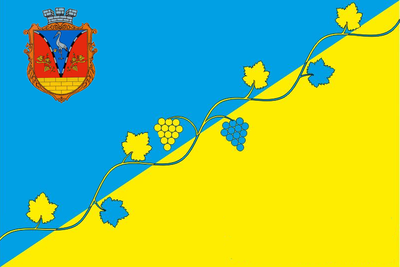
Artsyz
Avdijivka

## B

Bachmoet
Bachtsjysaraj[3]
Bakhmach
Balaklava[3]
Balaklija
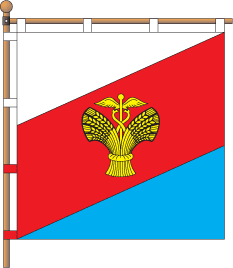
Balta
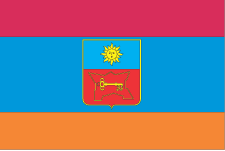
Bar
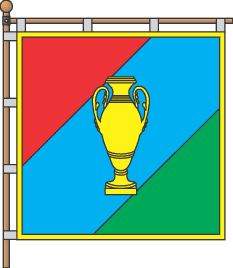
Baranivka
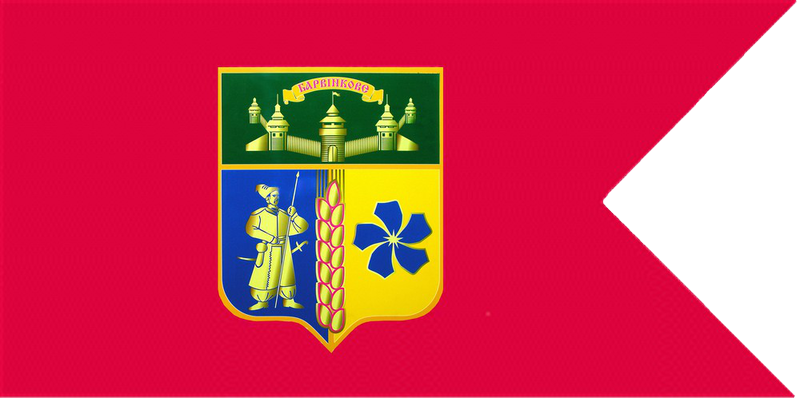
Barvinkove
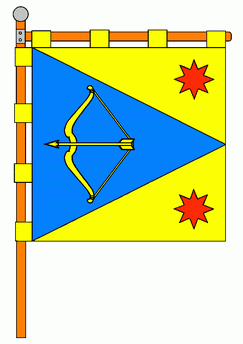
Baryshivka
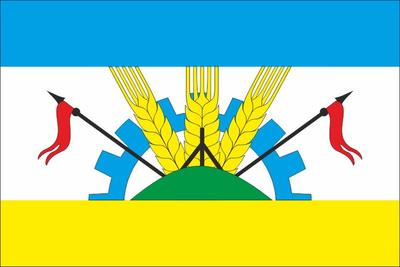
Basjtanka
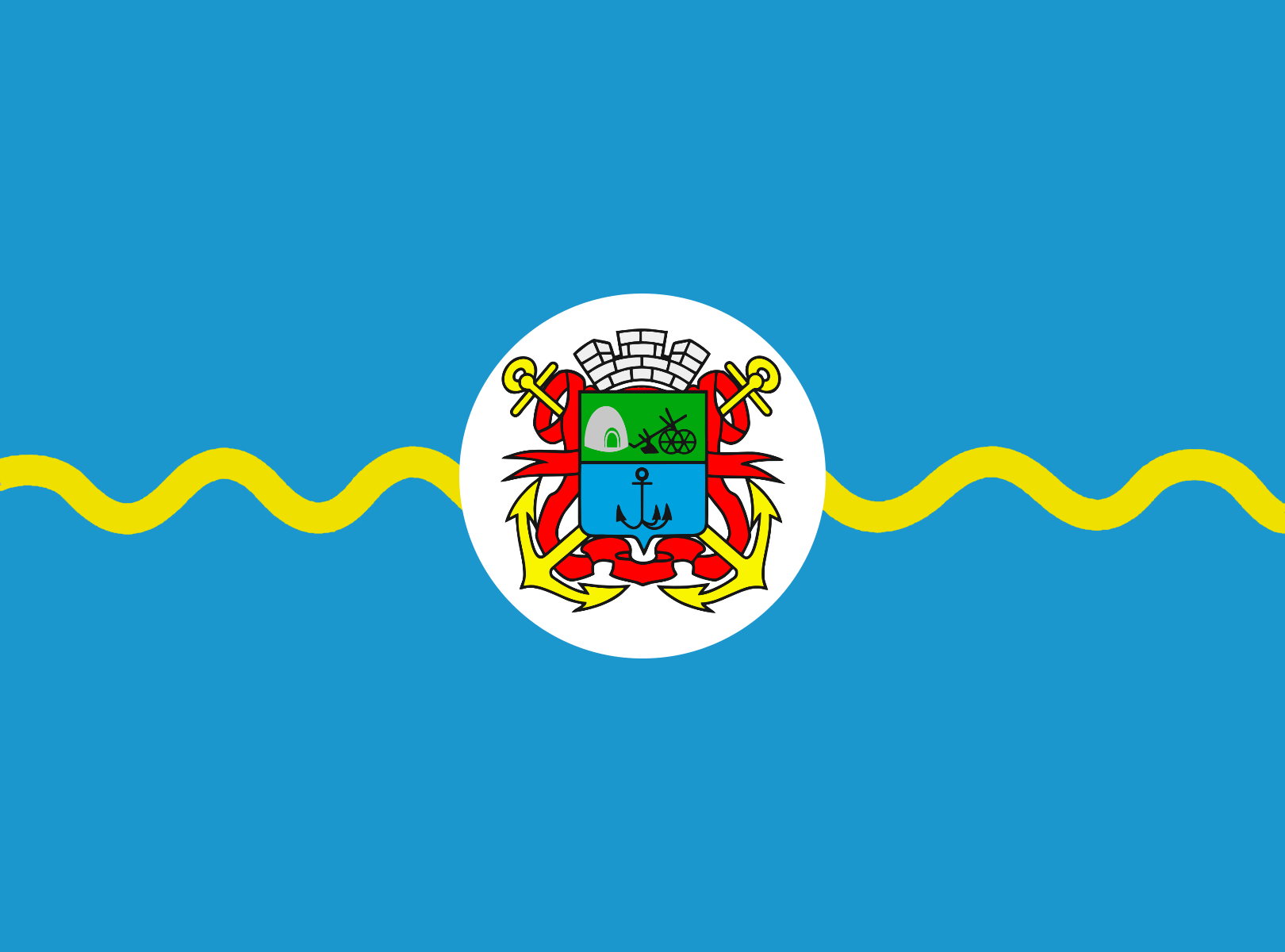
Berdjansk
Berdytsjiv
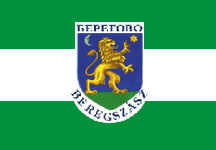
Berehove
Berezhani
Berezivka
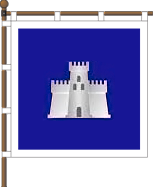
Beryslav
Bezliudivka
Bila Tserkva
Bilhorod-Dnistrovsky
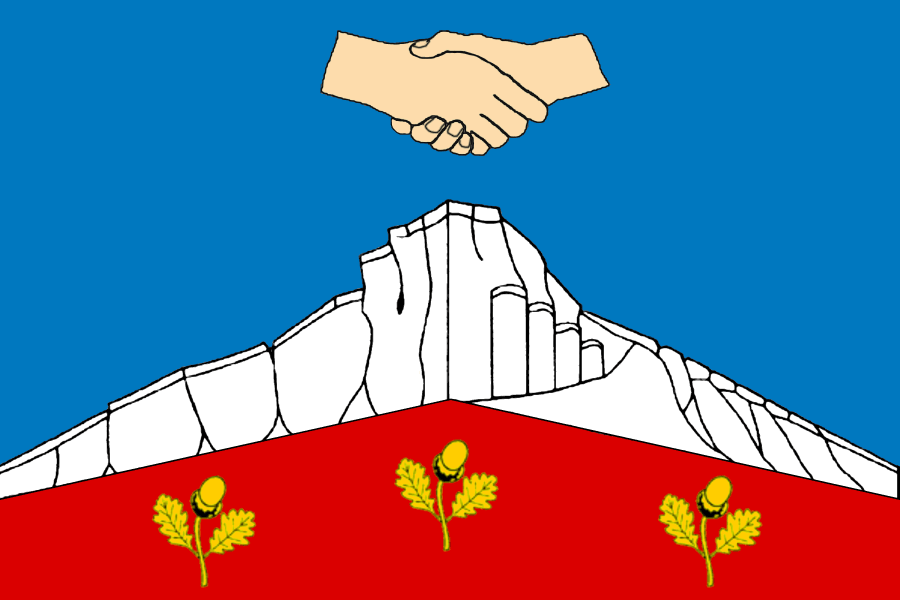
Bilohirsk
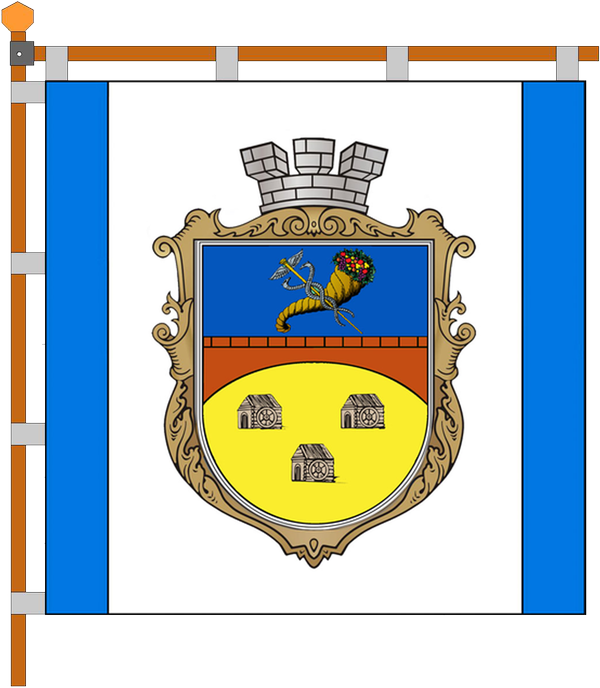
Bilopillia
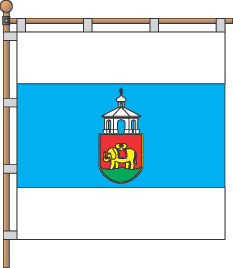
Bilozerka
Bilyaivka
Bilyts'ke
Bobrovytsia
Boersjtyn
Boetsja
Boetsjatsj
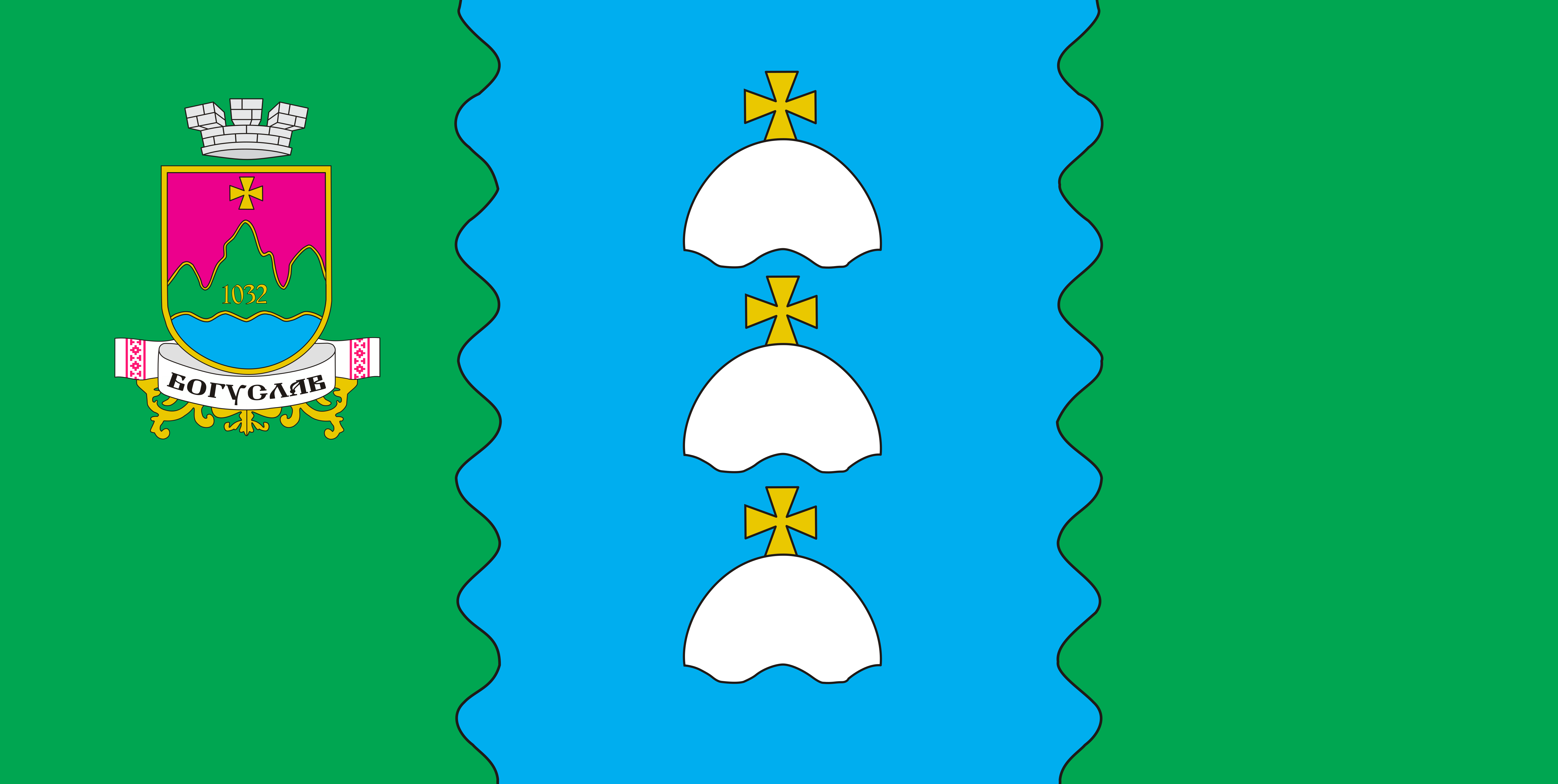
Boguslav
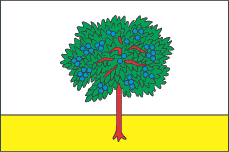
Bohodukhiv
Bolechiv
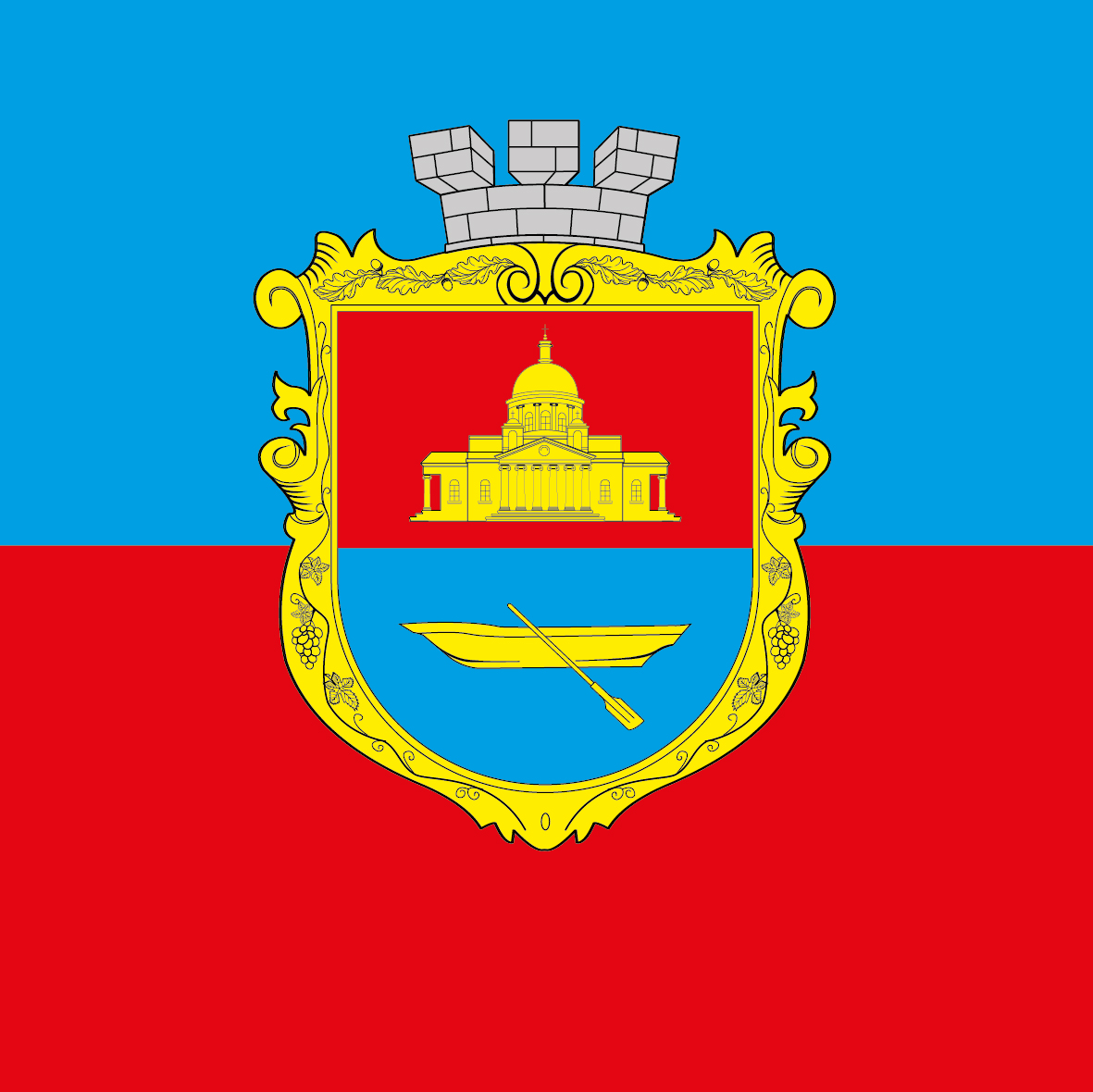
Bolhrad
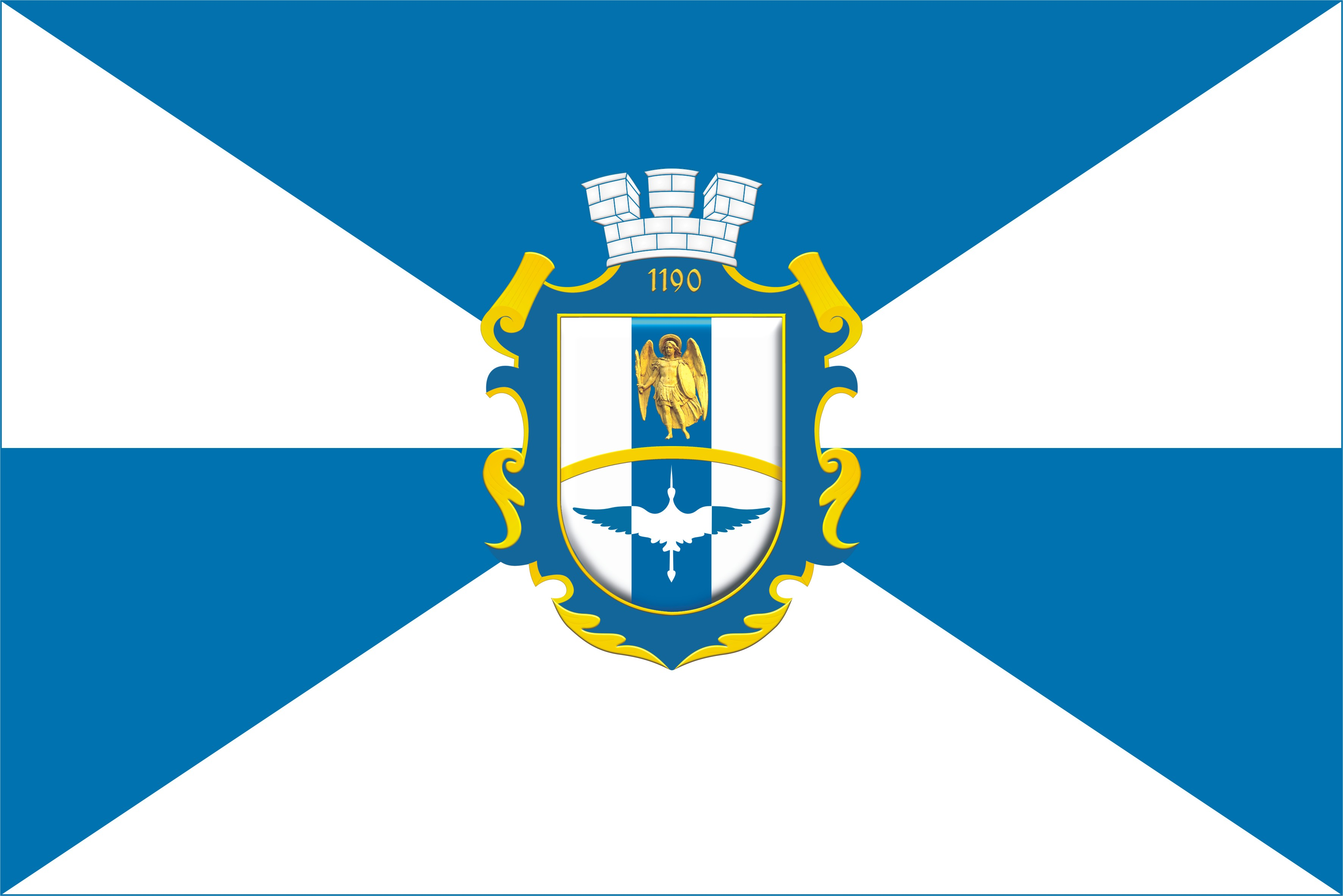
Borodjanka
Borsjtsjiv
Boryslav
Boryspil
Borzna
Boyarka
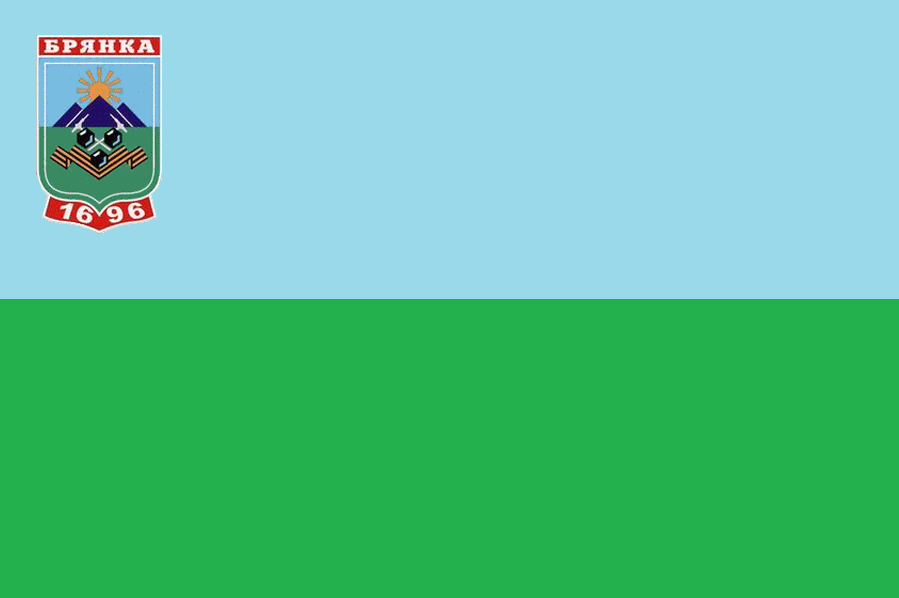
Brjanka
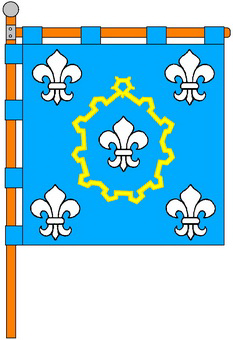
Brody
Brovary
Buryn'

## C

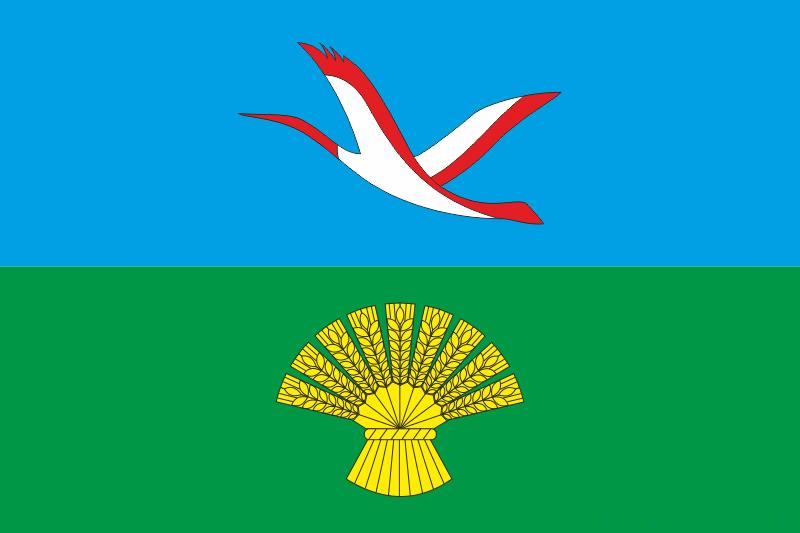
Chaplynka
Charkiv
Chartsyzk
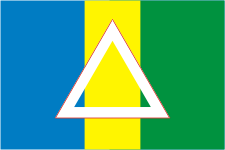
Chasiv Yar
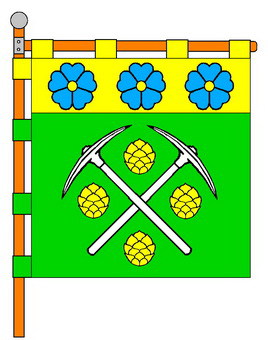
Chernyakhiv
Cherson
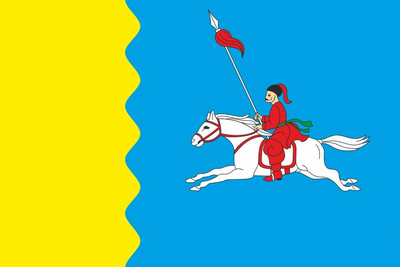
Chervona Sloboda
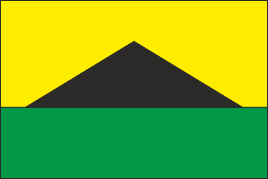
Chervonopartyzansk
Chilia (Oekraïne)
Chmelnytsky
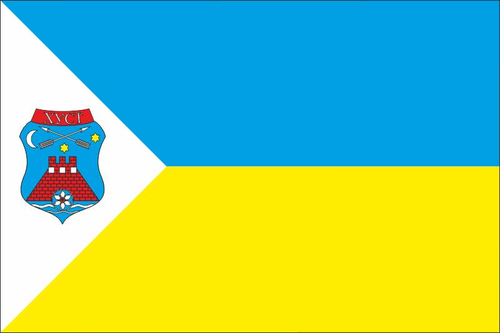
Choest
Chornobaivka
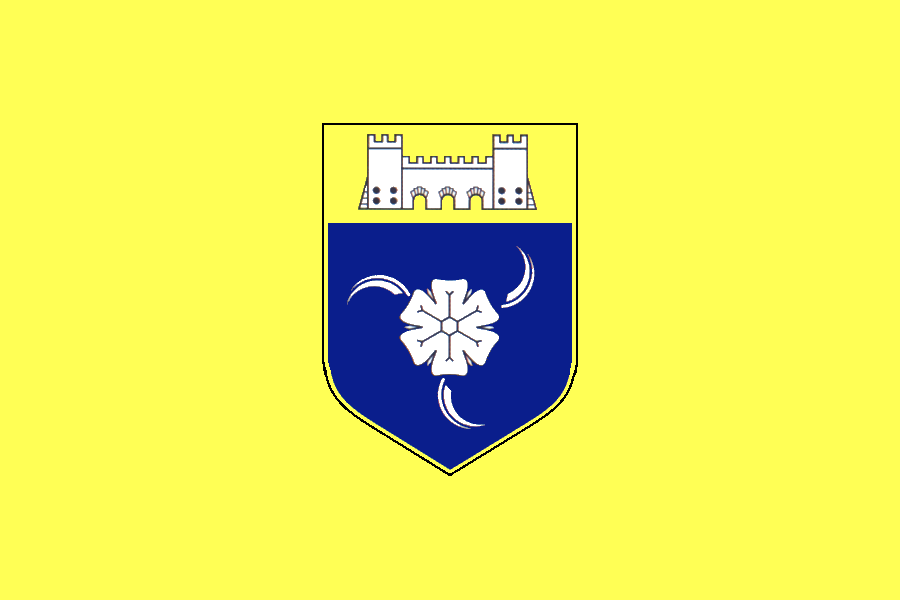
Chortkiv
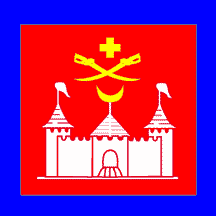
Chotyn
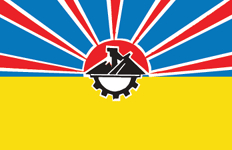
Chroestalnyj
Chyhyryn
Chystiakove

## D

Debaltseve
Derazhnia
Derhachi
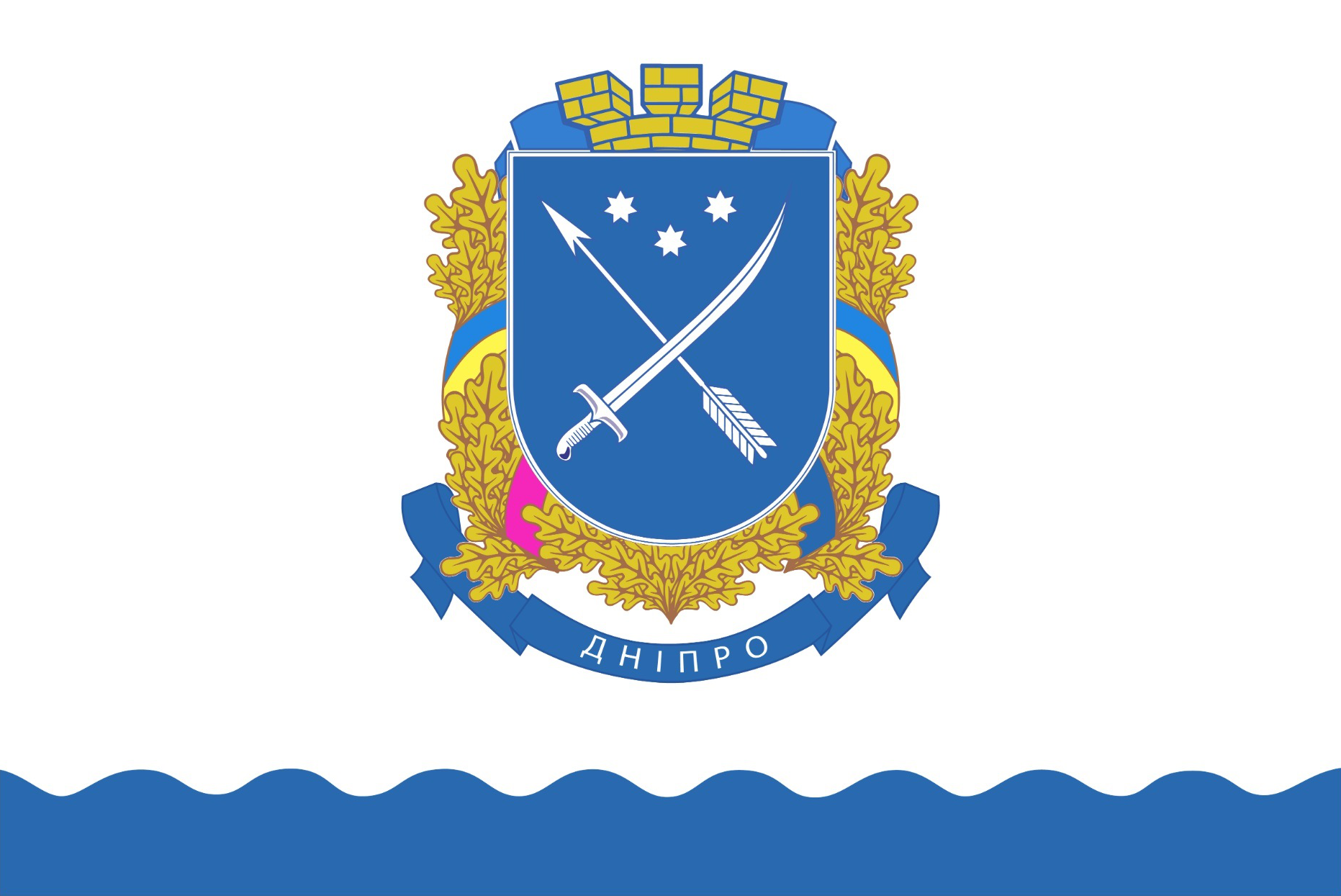
Dnipro
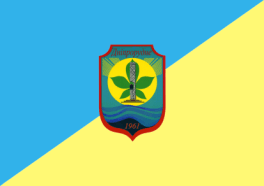
Dniprorudne
Dobropillia
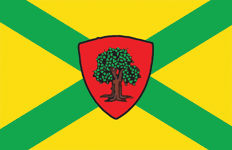
Dokuchaevsk
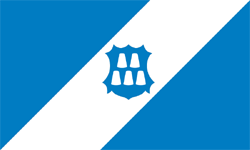
Dolyna
Dolynska
Donetsk Vlag
Doebno
Dovzjansk
Droezjkivka
Drohobytsj
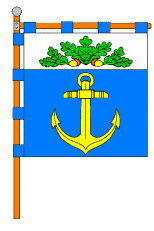
Dubrovytsia
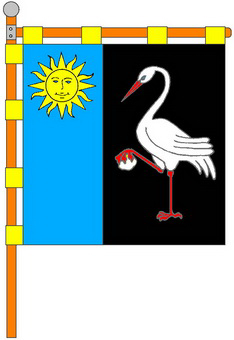
Dunaivtsi
Dzjankoj[3]

## E

Enerhodar

## F

Fastiv
Feodosija[3]

## G

Gaspra
Gvardeyskoe

- Gaspra[3]
- Gvardeyskoe[3]

## H

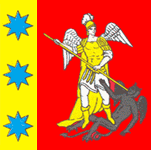
Hadiach
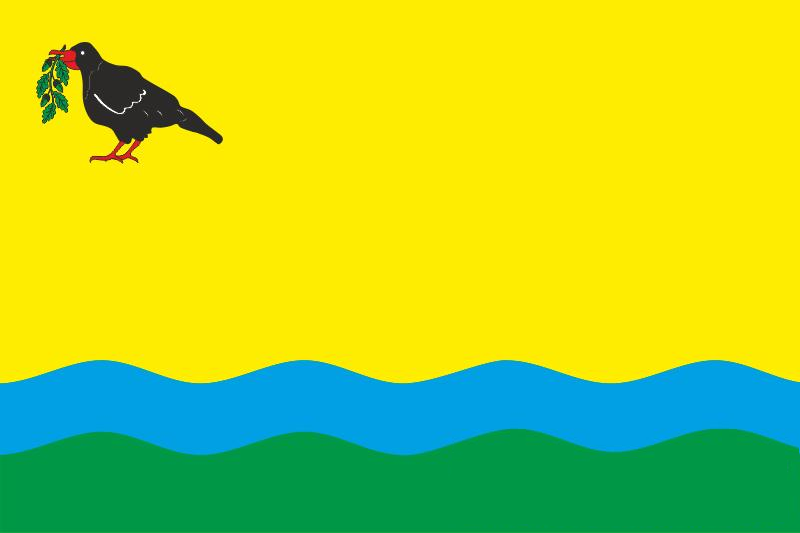
Haivoron
Hajsyn
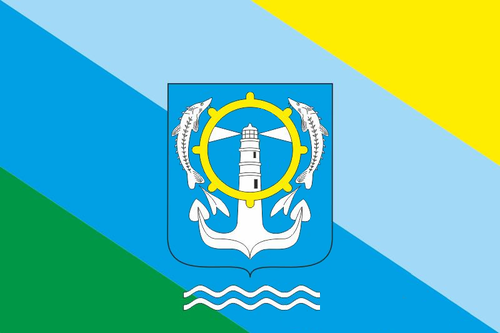
Henitsjesk
Hirs'ke
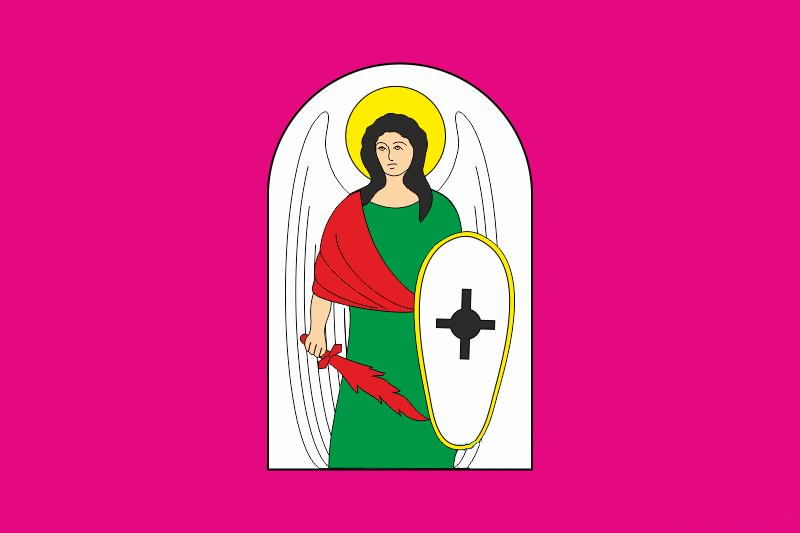
Hlobyne
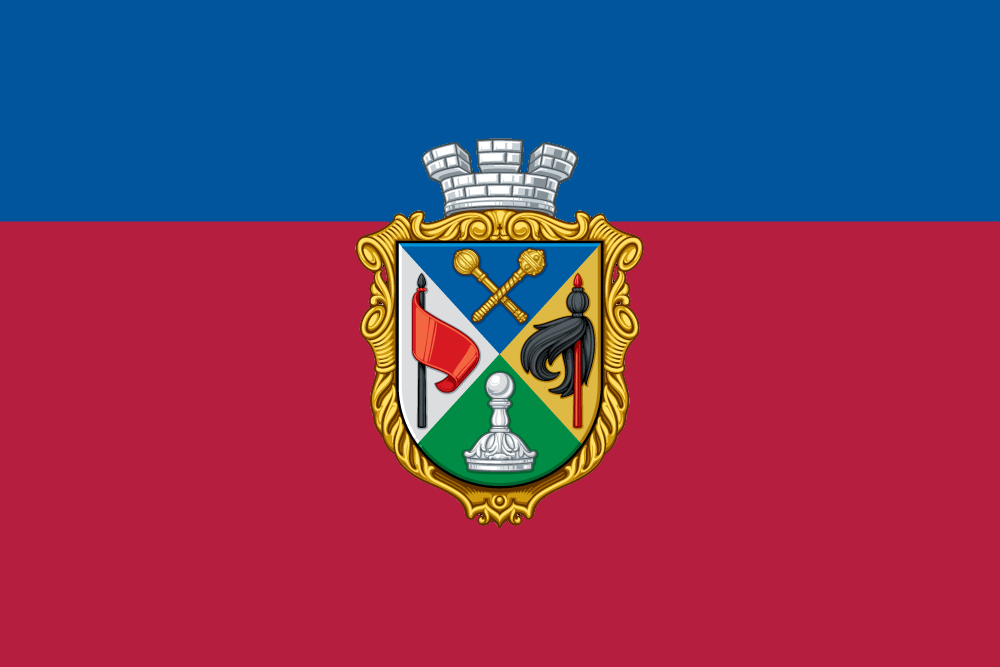
Hloechiv
Hoeljajpole
Hola Prystan
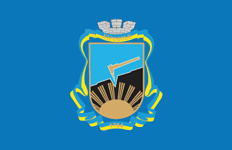
Holubivka
Horisjni Plavni
Horlivka
Horodenka
Horodnia
Horodok (Chmelnytsky)
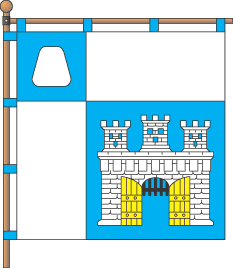
Horodok (Lviv)
Horodysche
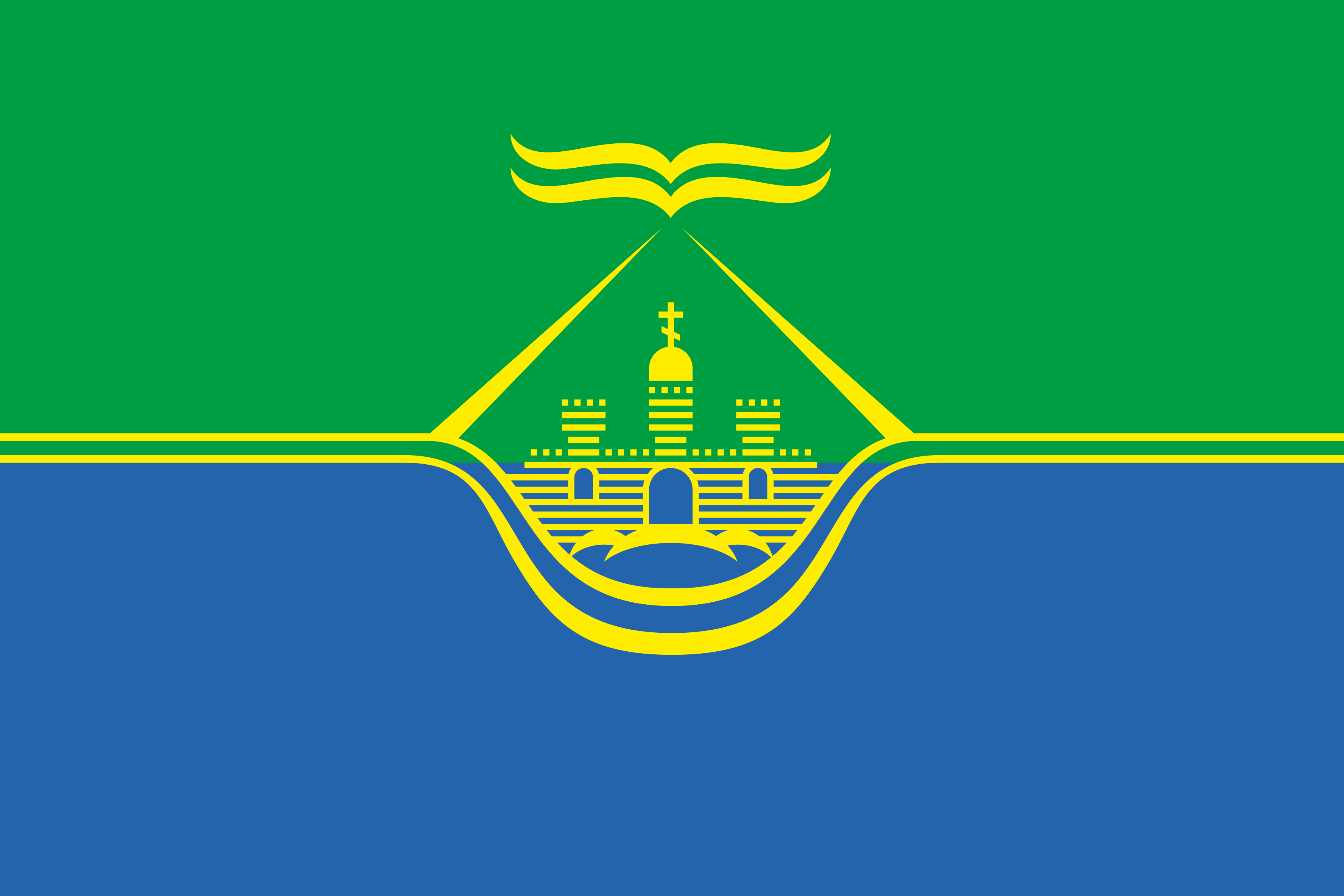
Hostomel
Hrebinka
Hresivs'kyi[3]

## I

Ichnia
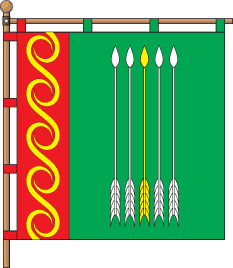
Illintsi
Ilovais'k
Inkerman[3]
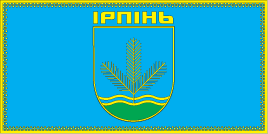
Irpin
Irsjava
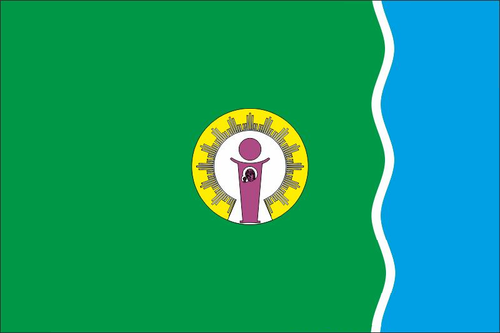
Ivankiv
Ivano-Frankivsk
Izmajil
Izjaslav
Izjoem

## J

Jalta[3]
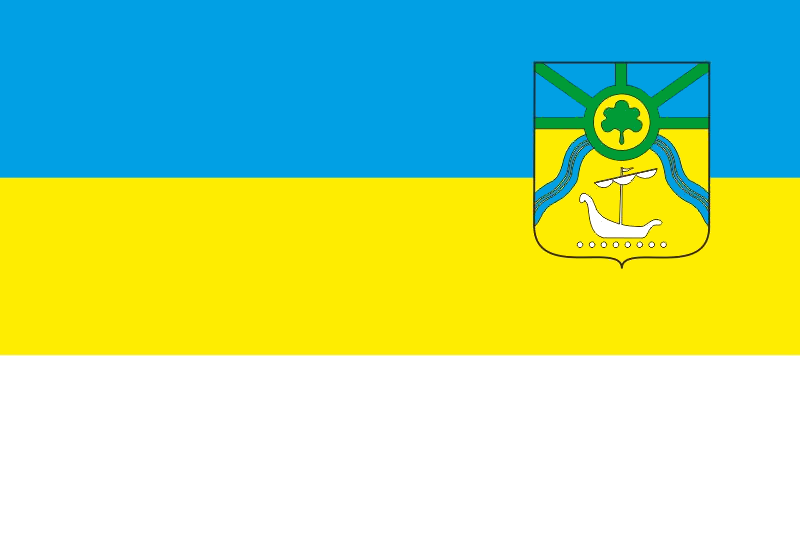
Jasynoevata
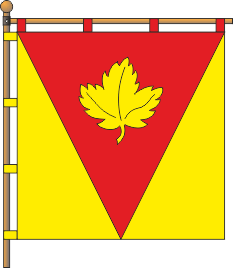
Javonov
Jenakijeve
Jevpatorija[3]
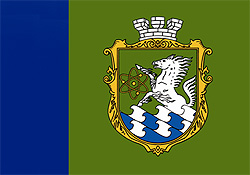
Joezjno-oekrajinsk

## K

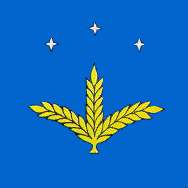
Kachovka
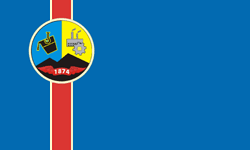
Kadijivka
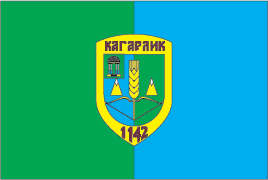
Kaharlyk
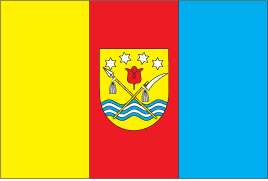
Kalanchak
Kaloesj
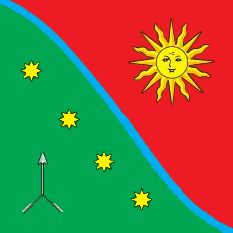
Kalynivka
Kamjanets-Podilsky
Kamjanske
Kamin-Kashyrskyi
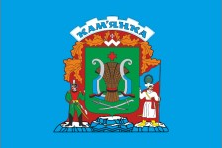
Kam'yanka
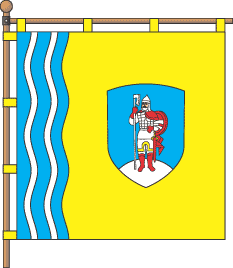
Kaniv
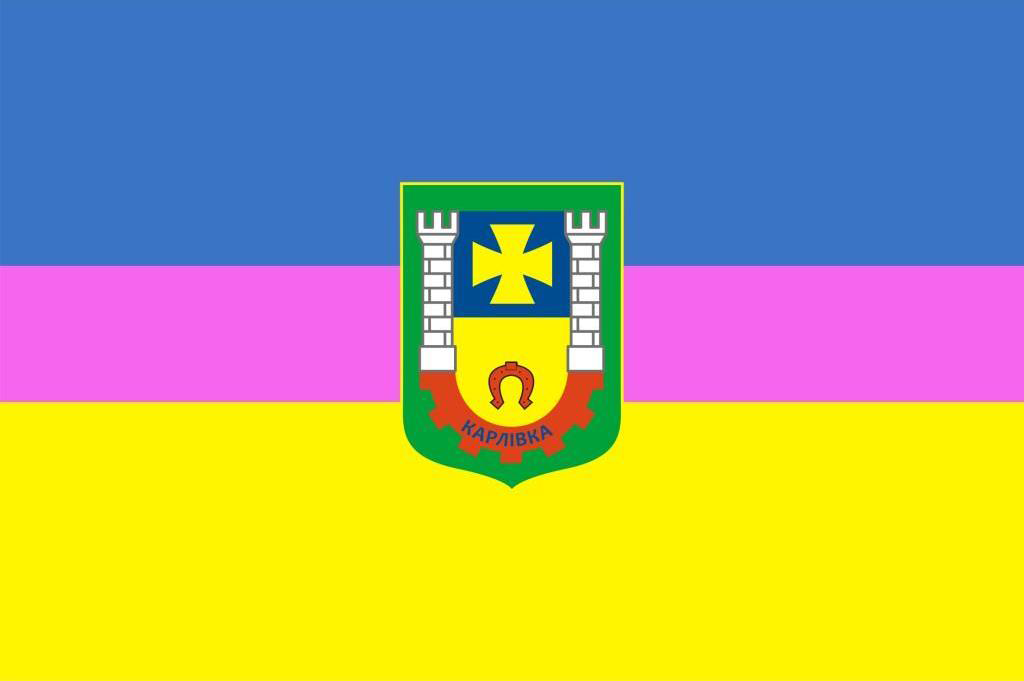
Karlivka
Kertsj[3]
Khmilnyk
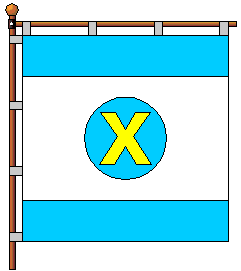
Khodoriv
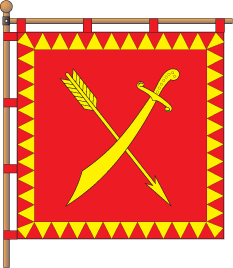
Khorol
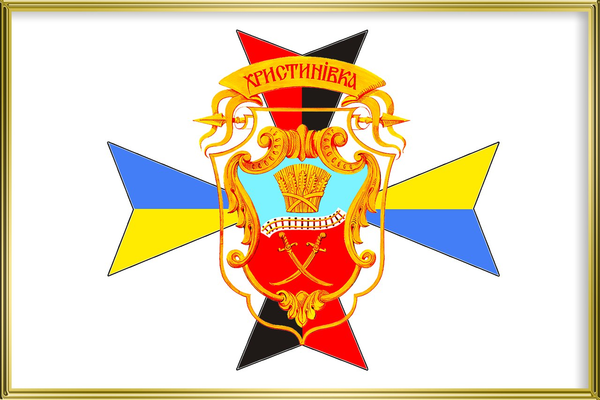
Khrystynivka
Kiev Vlag
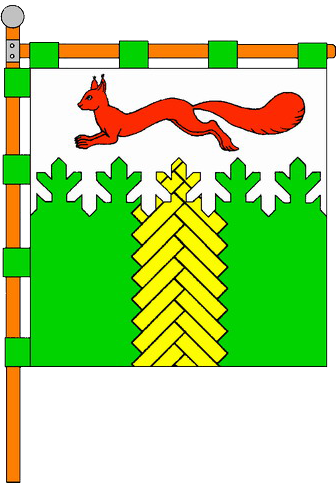
Kivertsi
Kivsharivka
Kobeliaky
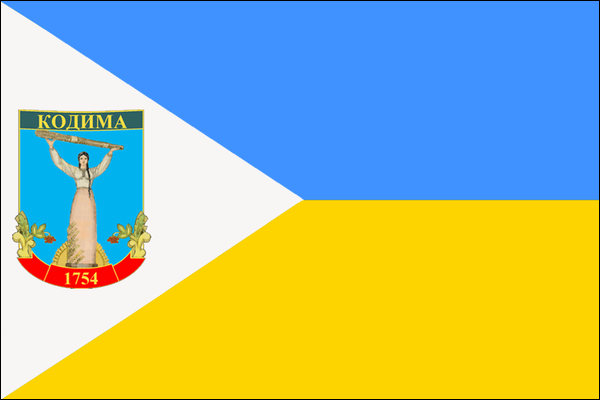
Kodyma
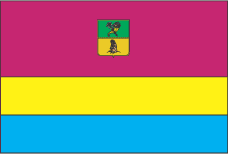
Koepjansk
Kolomyja
Konotop
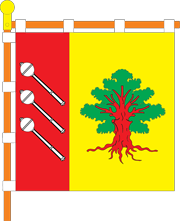
Koriukivka
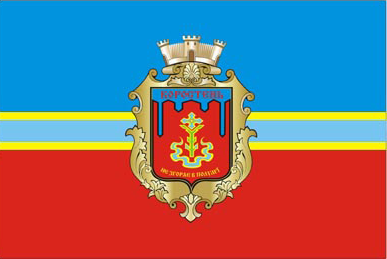
Korosten
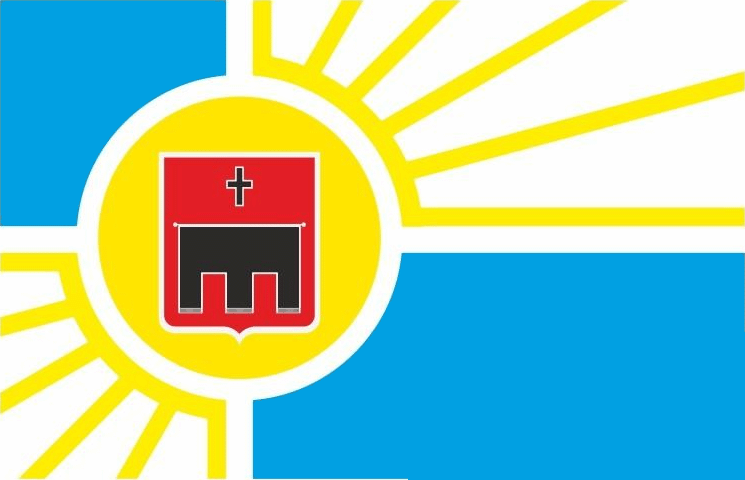
Korostyshiv
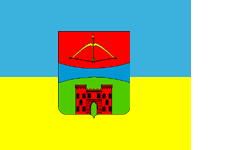
Korsun-Shevchenkivskyi
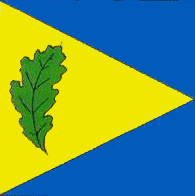
Kostopil
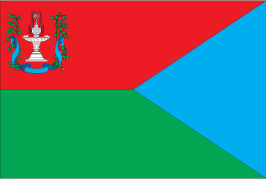
Kostjantynivka
Kostyantynivka (Melitopol)
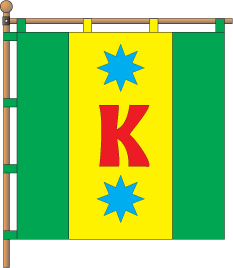
Kotelva
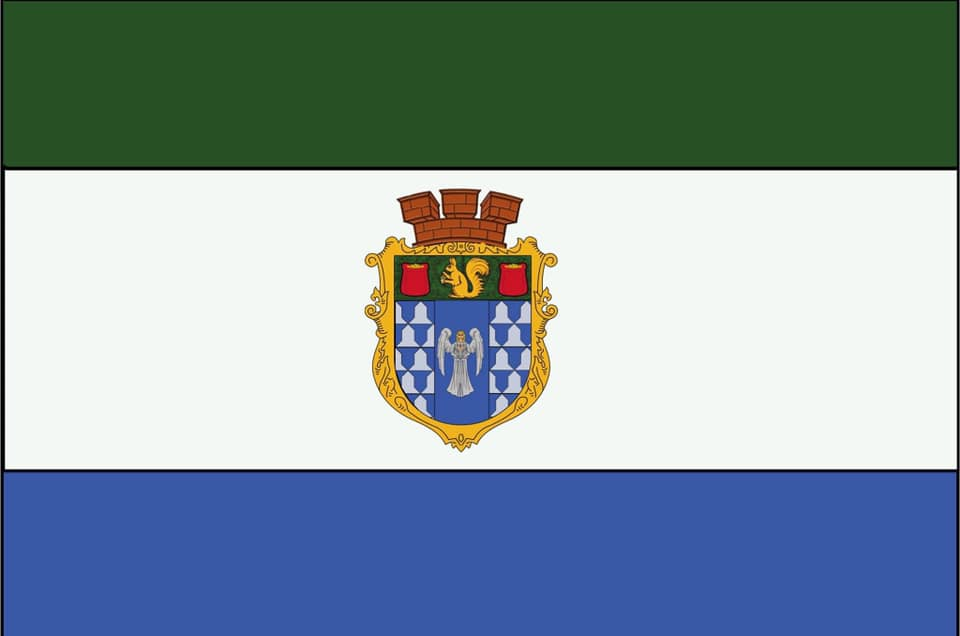
Kotsyubyns'ke
Kovel
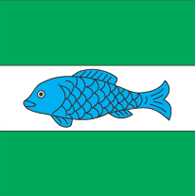
Kozova
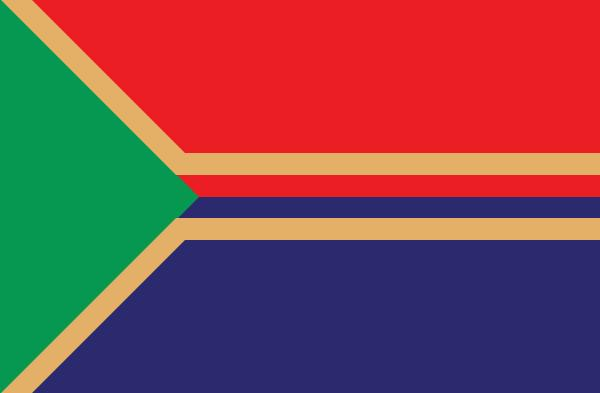
Koziatyn
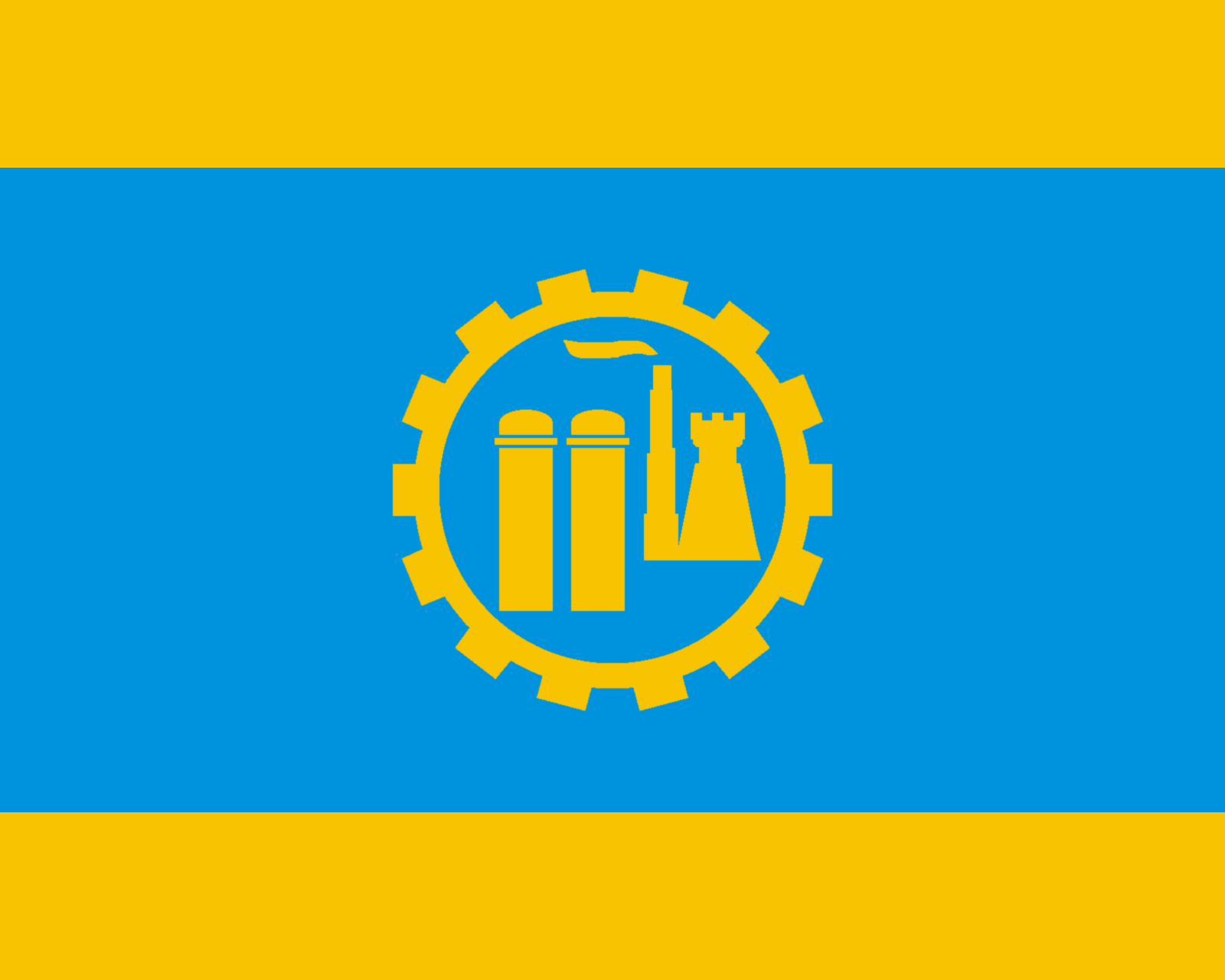
Kramatorsk
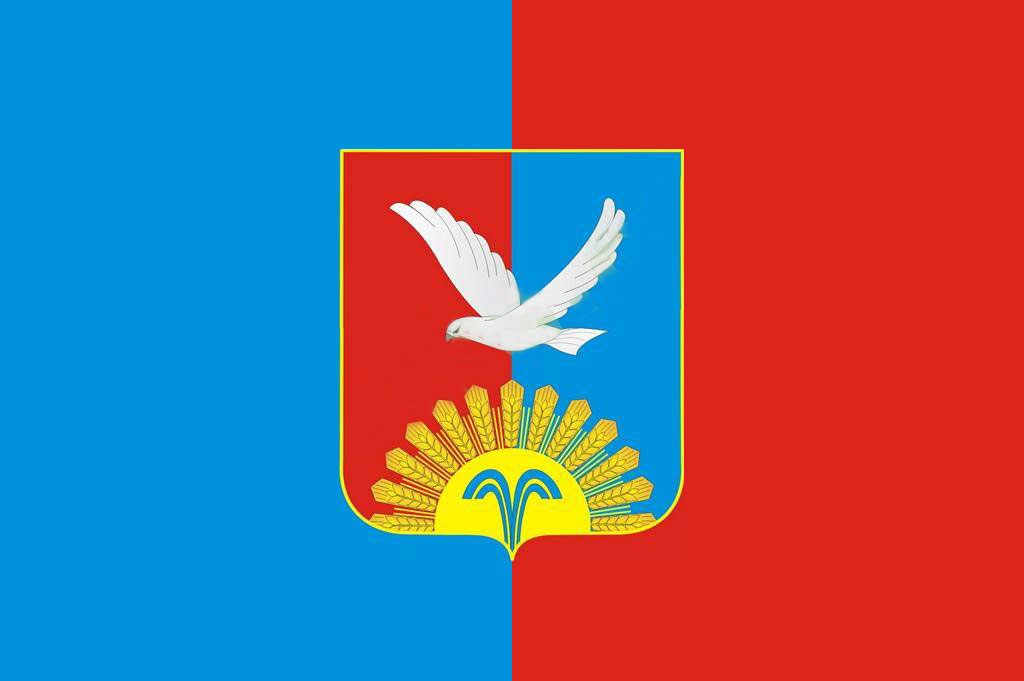
Krasnogvardeyskoye
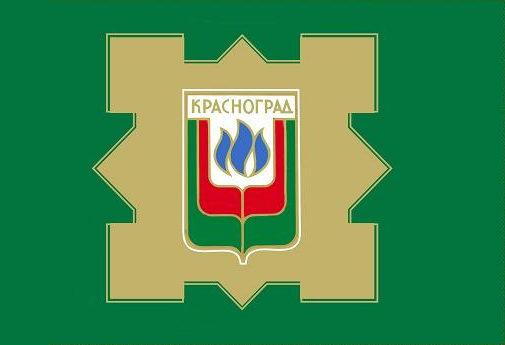
Krasnohrad
Krasnoperekopsk[3]
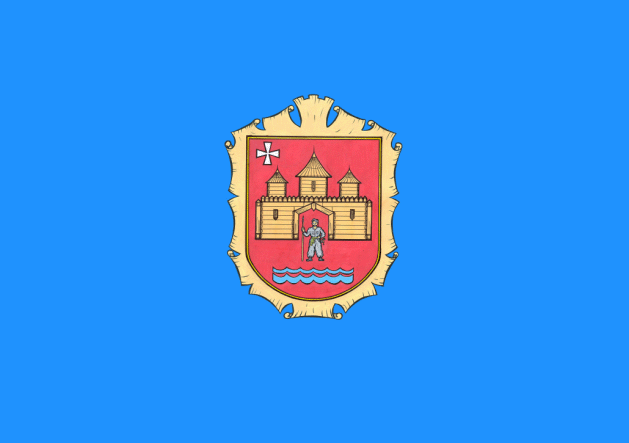
Krasyliv
Kremenets
Krementsjoek
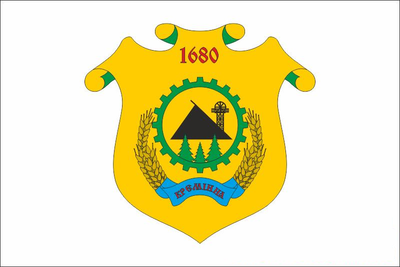
Kreminna
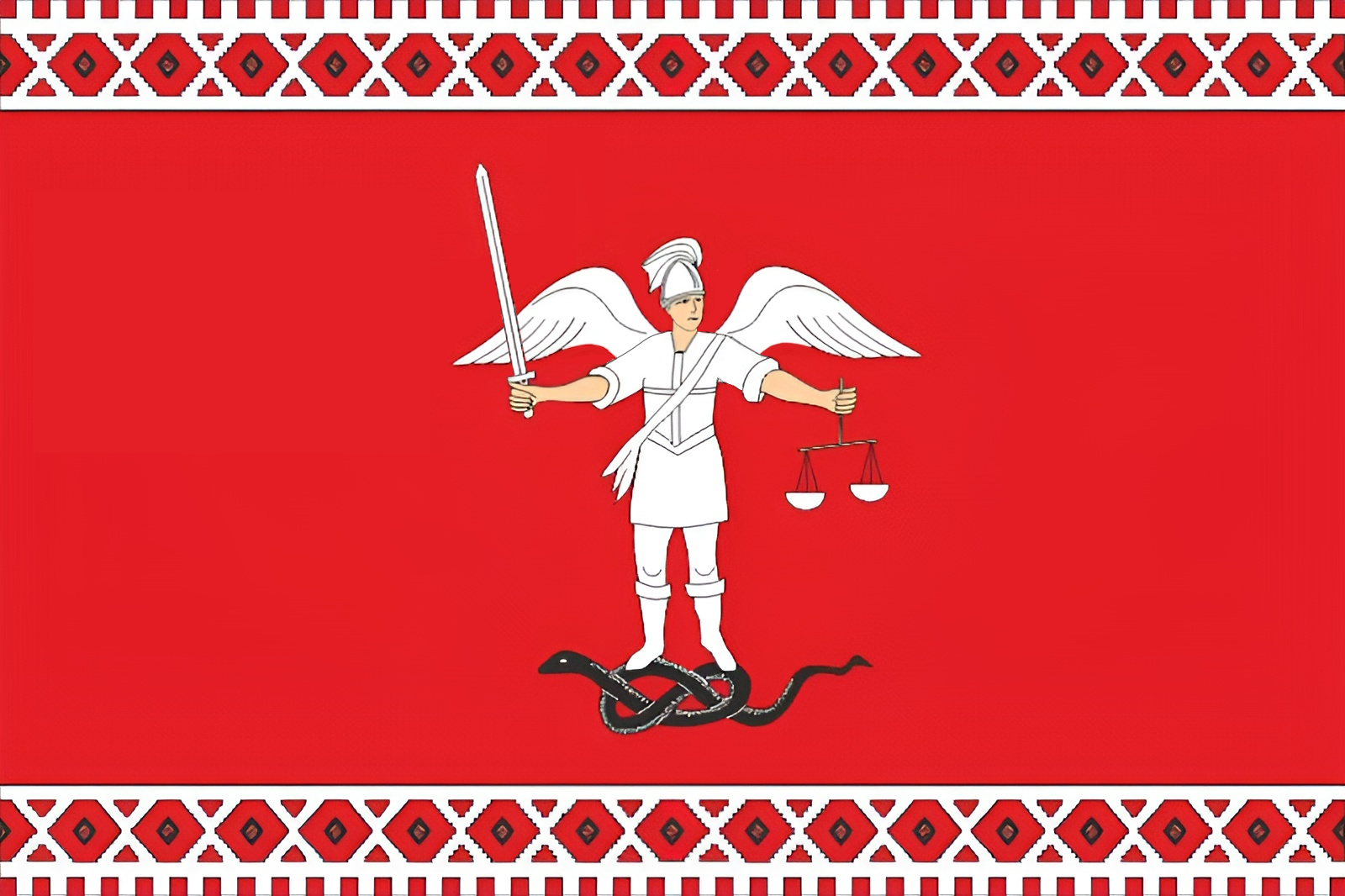
Krolevets
Kropyvnytsky
Kryvy Rih
Kryzhopil'
Koerachove

## L

Ladyzhyn
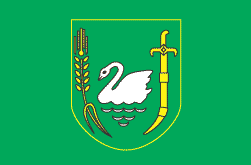
Lebedyn
Letychiv
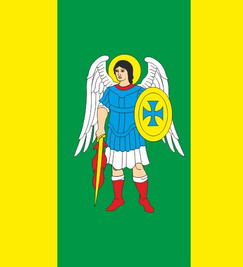
Liubashivka
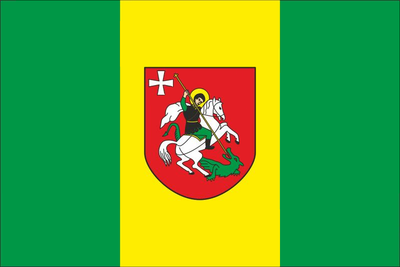
Liuboml
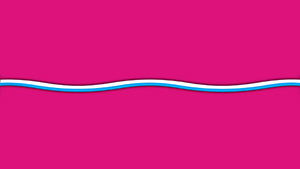
Loebny
Loehansk
Loetsk
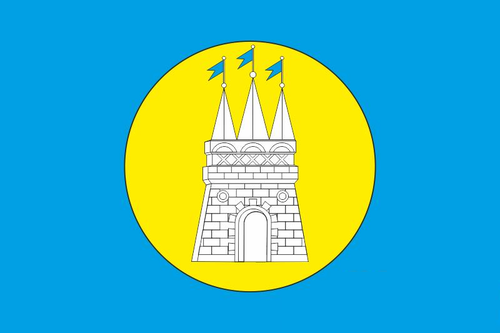
Lokhvytsya
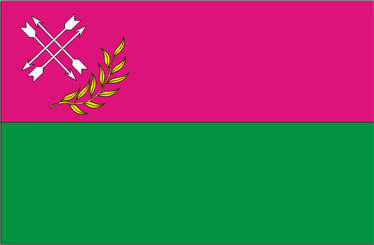
Lozova
Lutuhyne
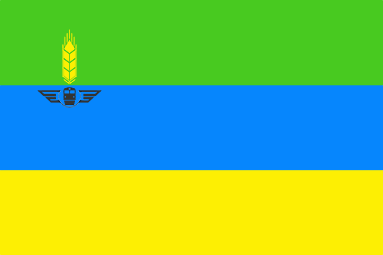
Lyman
Lysytsjansk
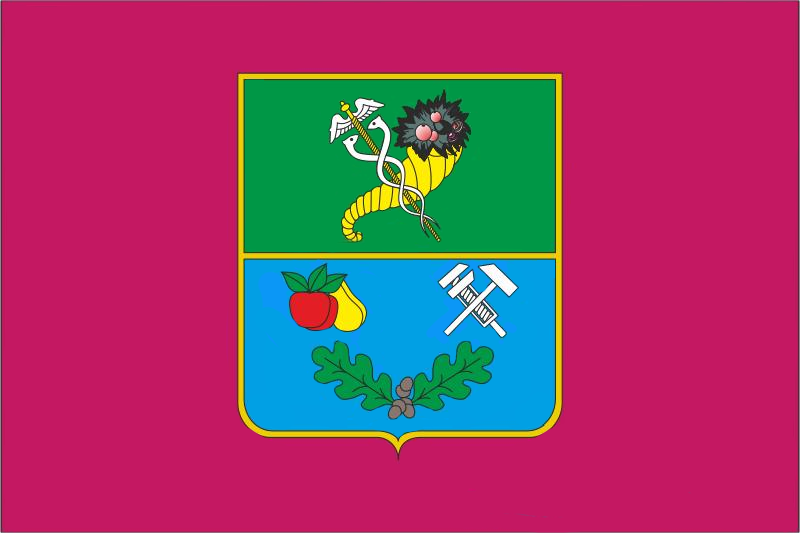
Lyubotyn
Lviv Vlag

## M

Makariv
Makijivka
Mala Vyska
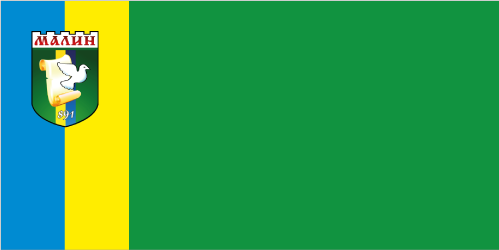
Malyn
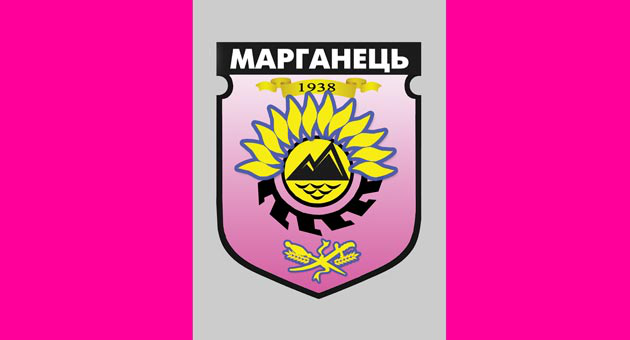
Marhanets
Marioepol
Marjinka
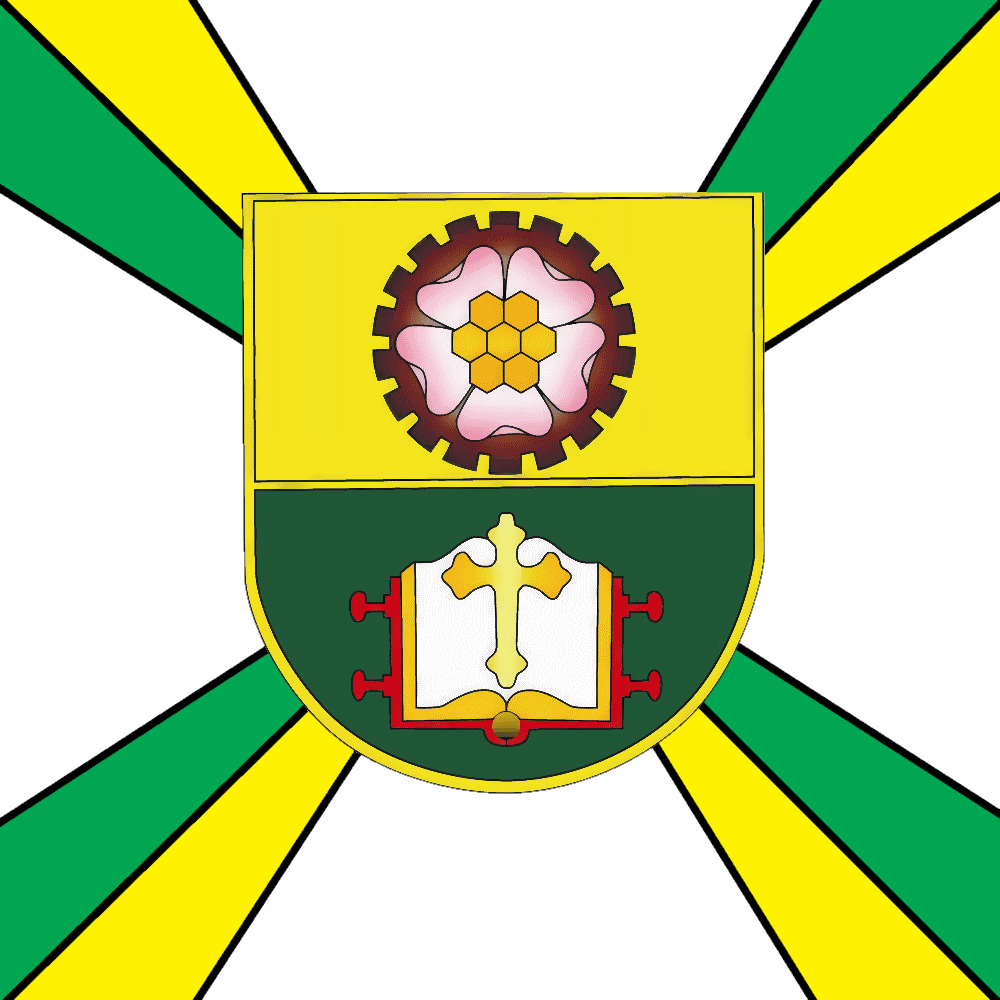
Melitopol
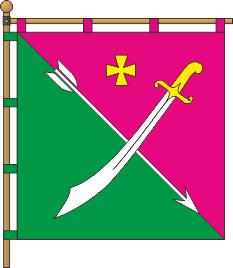
Mena
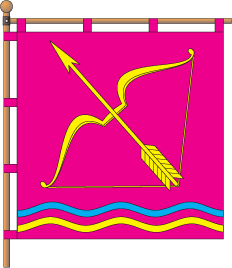
Merefa
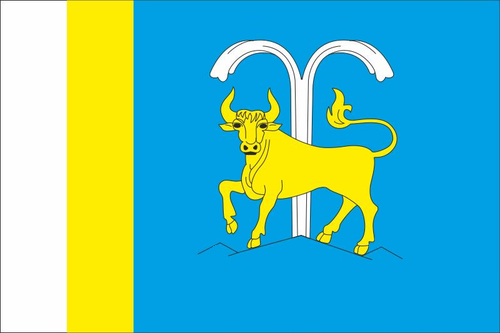
Mizhhirya
Moekatsjevo
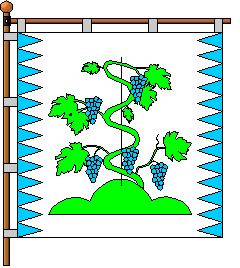
Mohyliv-Podilskyi
Molodohvardiis'k
Monastyryshche
Mospyne
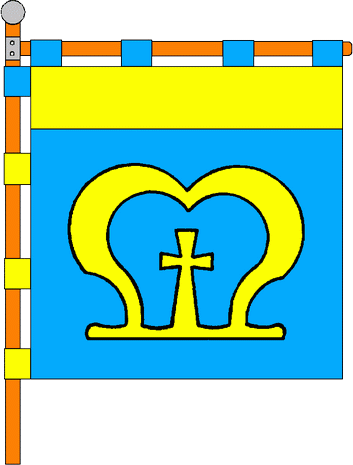
Mostyska
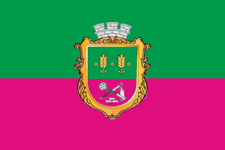
Mykhailivka
Mykolajiv
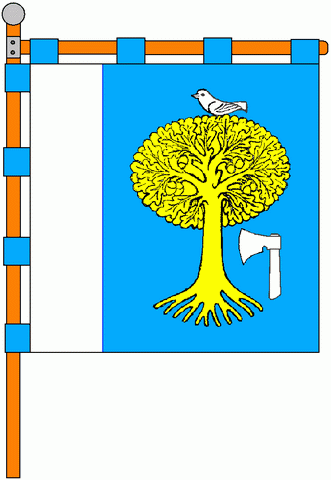
Mykolajiv (Lviv)
Myrhorod
Myrne[3]
Myrnohrad
Myrnyi
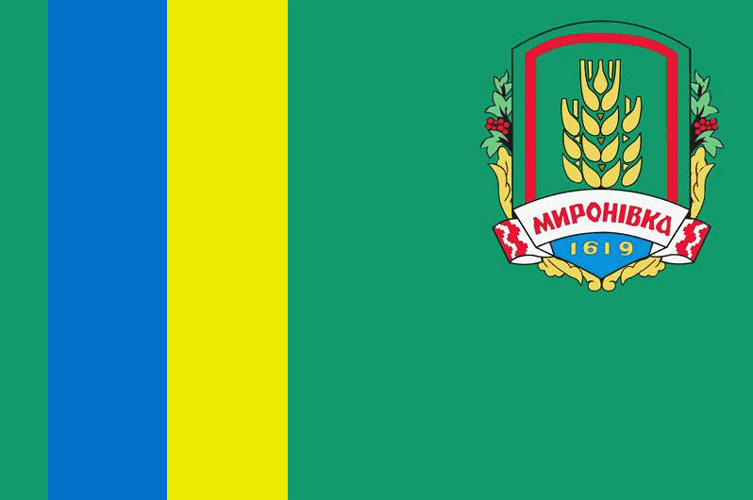
Myronivka

## N

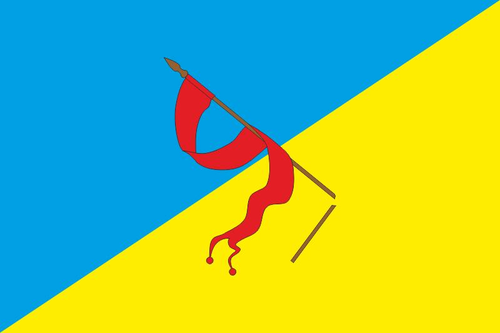
Nadvirna
Nemyriv
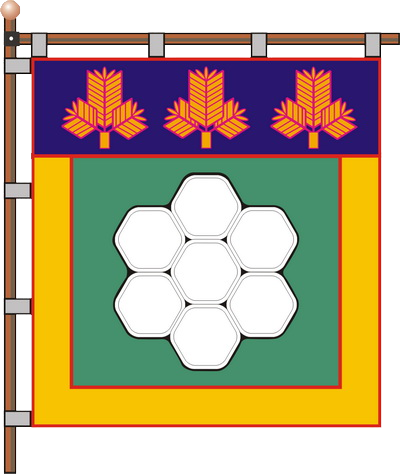
Netishyn
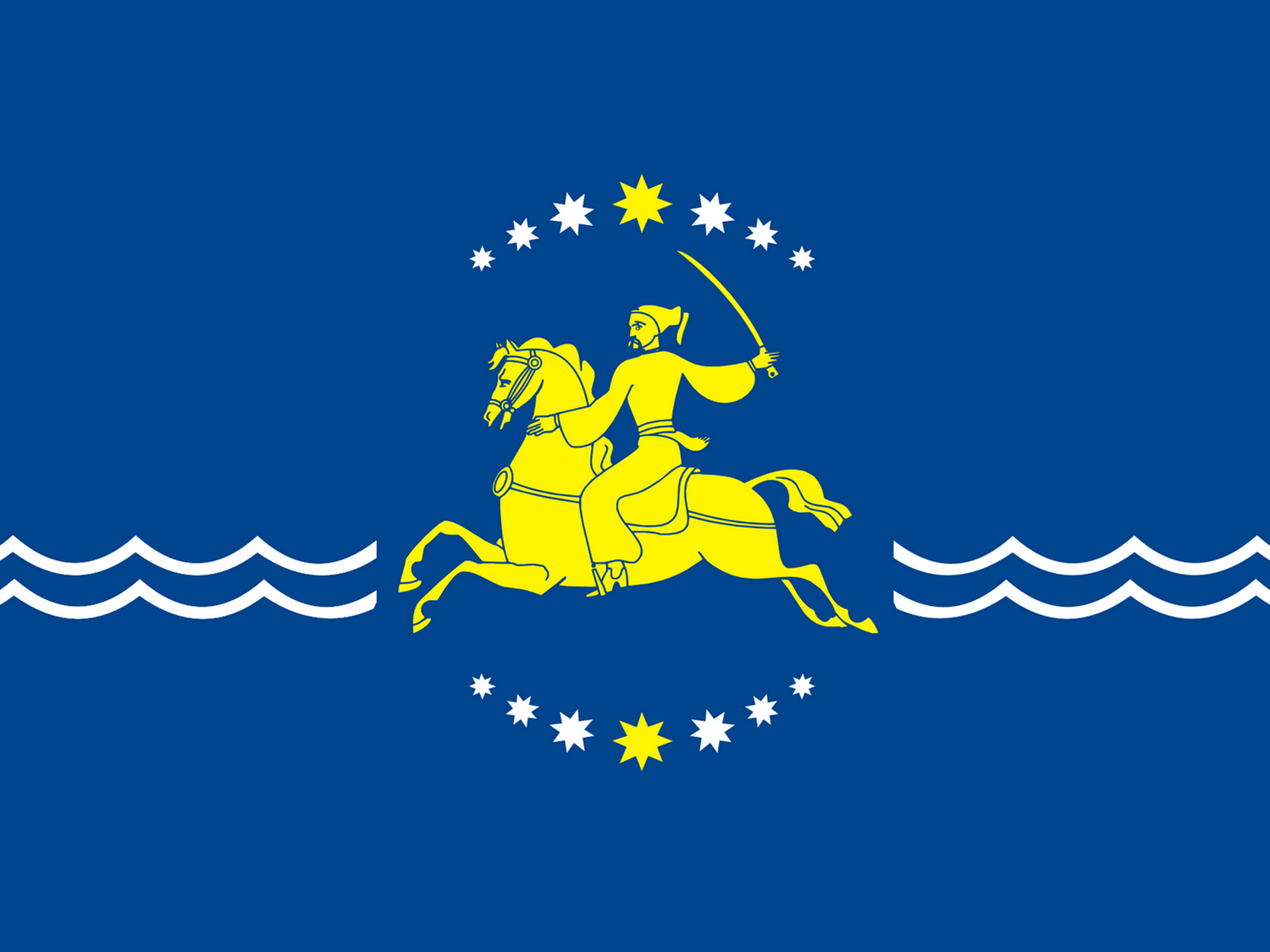
Nikopol
Nizjnja Krinka
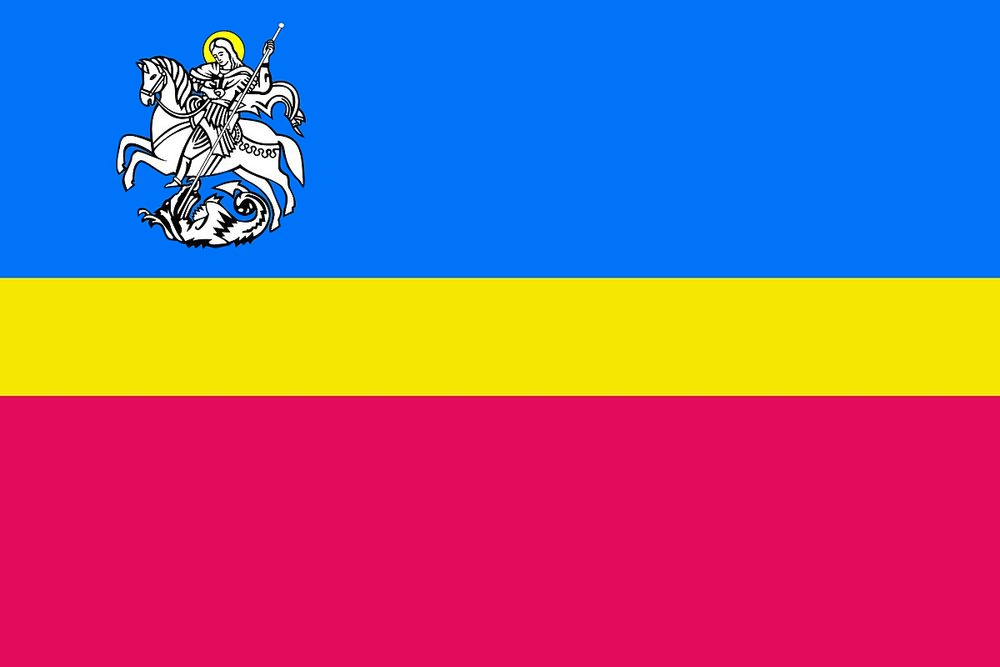
Nizjyn
Nosivka
Nova Kachovka
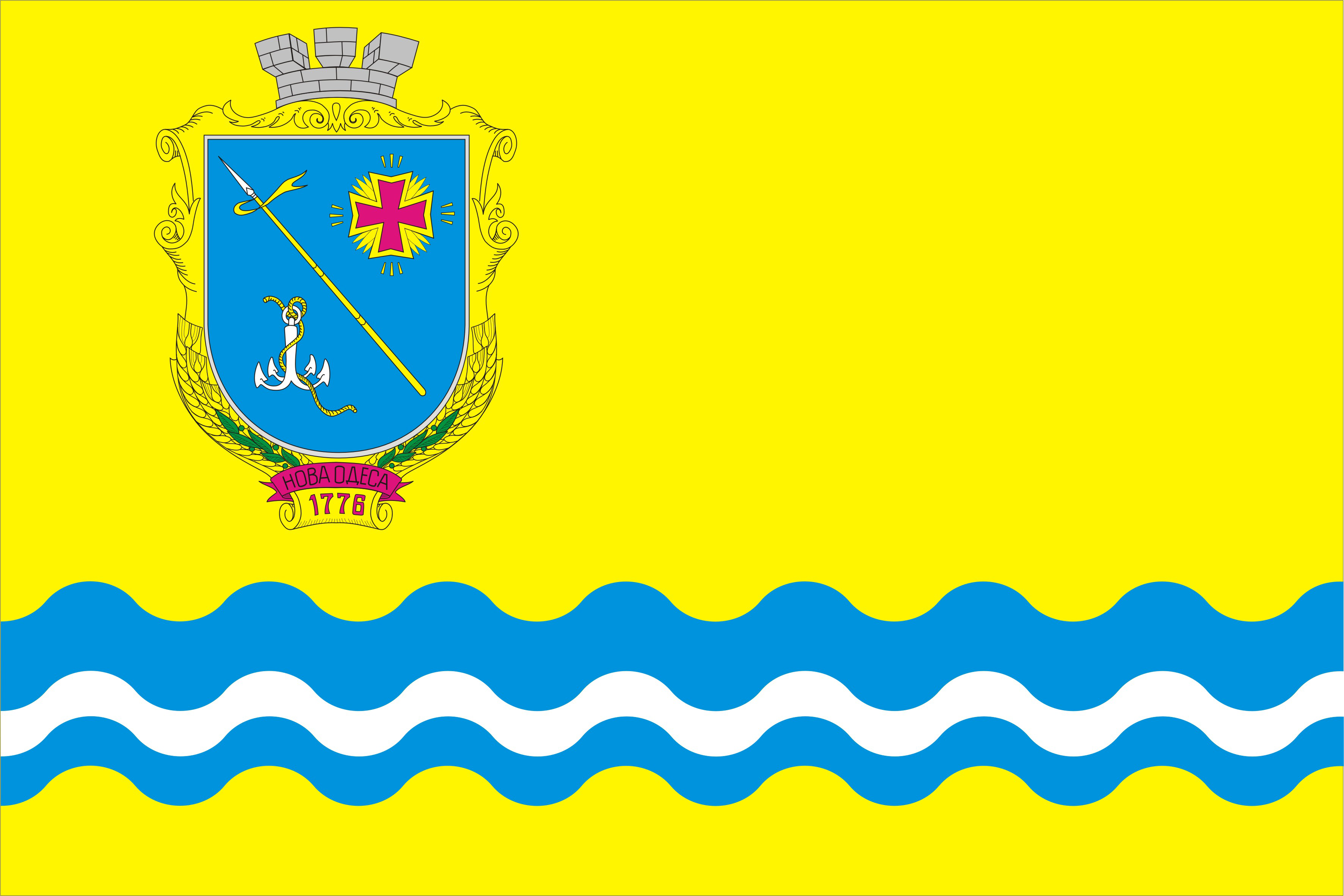
Nova Odesa
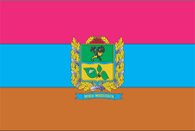
Nova Vodolaha
Novhorod-Siversky
Novoazovsk
Novodnistrovs'k
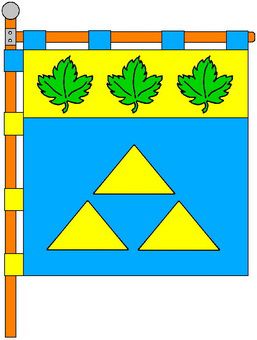
Novoiavorivsk
Novomoskovsk
Novomyrhorod
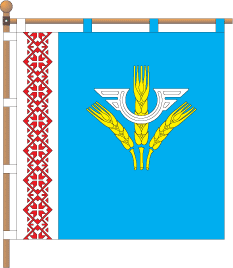
Novooleksiivka
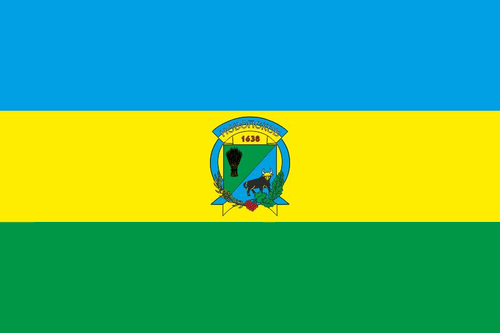
Novopskov
Novoukrainka
Novovolynsk
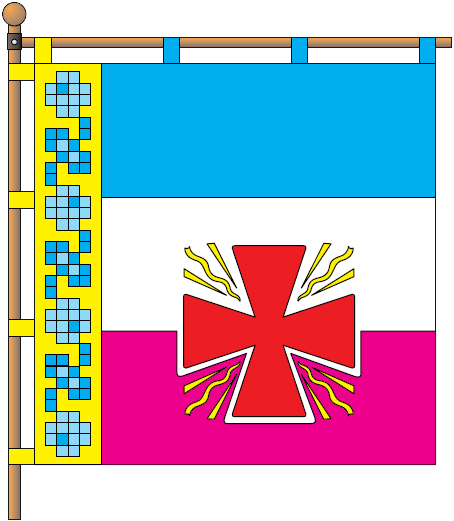
Novyi Buh
Novyi Svit[3]

## O

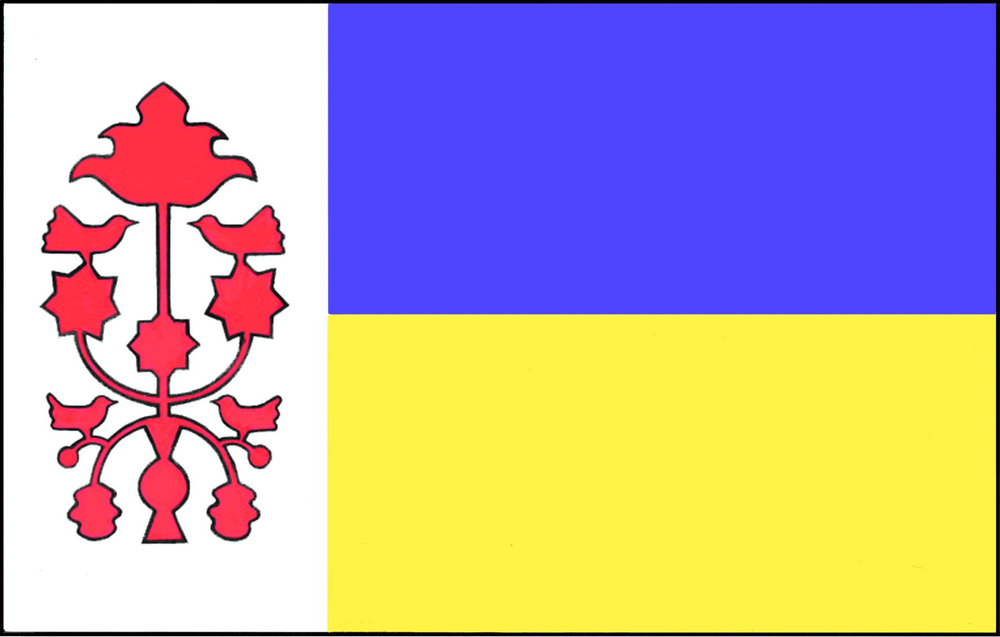
Obukhiv
Ochtyrka
Odessa
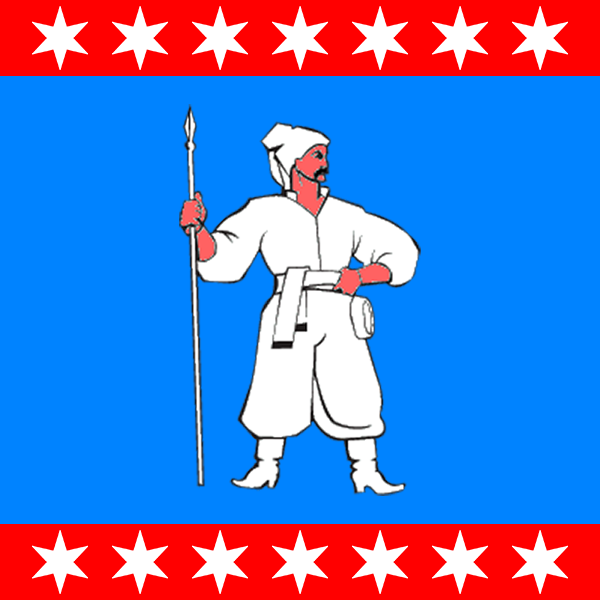
Oeman
Oezjhorod
Oktyabr'skoye[3]
Oleksandrija
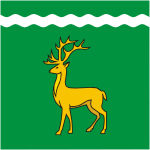
Oleksandrivka
Olesjky
Orikhiv
Ostroh
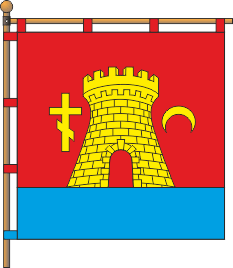
Otsjakiv
Ovidiopol
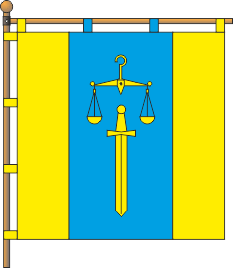
Ovroetsj

## P

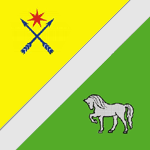
Pavlohrad
Pereiaslav-Khmelnytskyi
Perevalsk
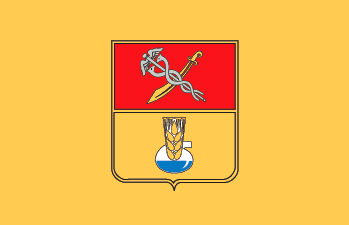
Pervomais'kyi
Pervomajsk (Loehansk)
Pervomajsk (Mykolajiv)
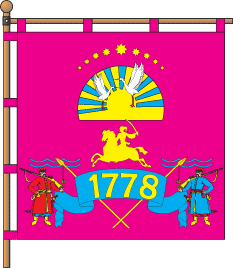
Pidhorodne
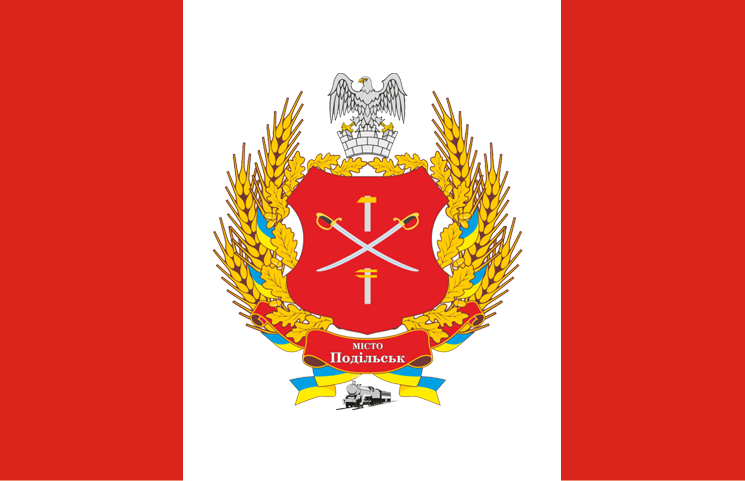
Podilsk
Pohrebysjtsje
Pokotylivka
Pokrovsk
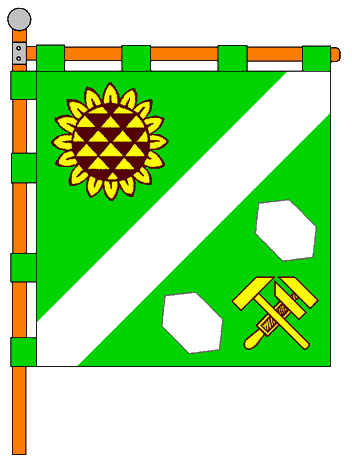
Polohy
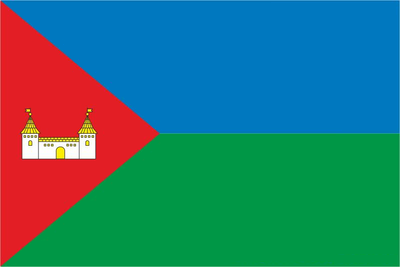
Polonne
Poltava
Pomichna
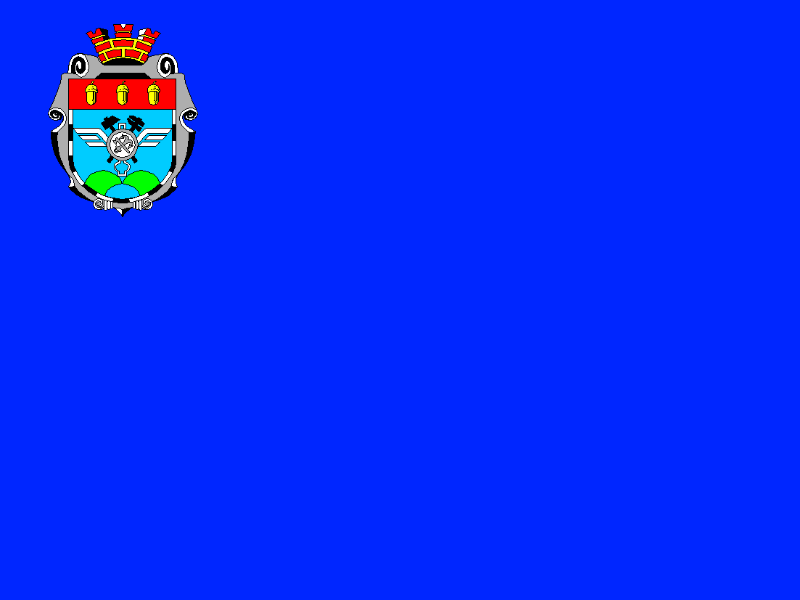
Popasna
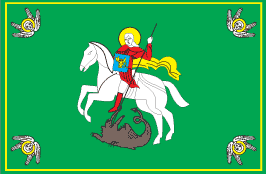
Pryloeky
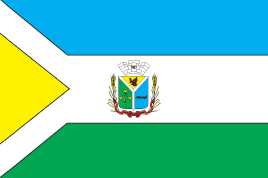
Prymorsk
Prymors'kyi[3]
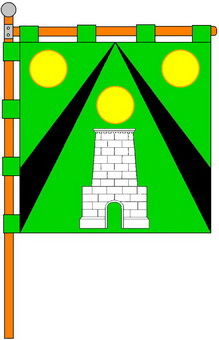
Pustomyty
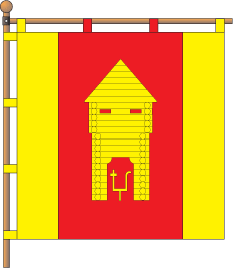
Putyvl
P'yatykhatky
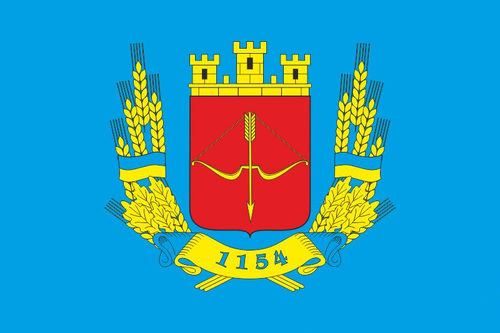
Pyrjatyn

## R

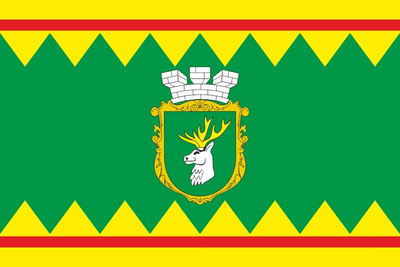
Rachiv
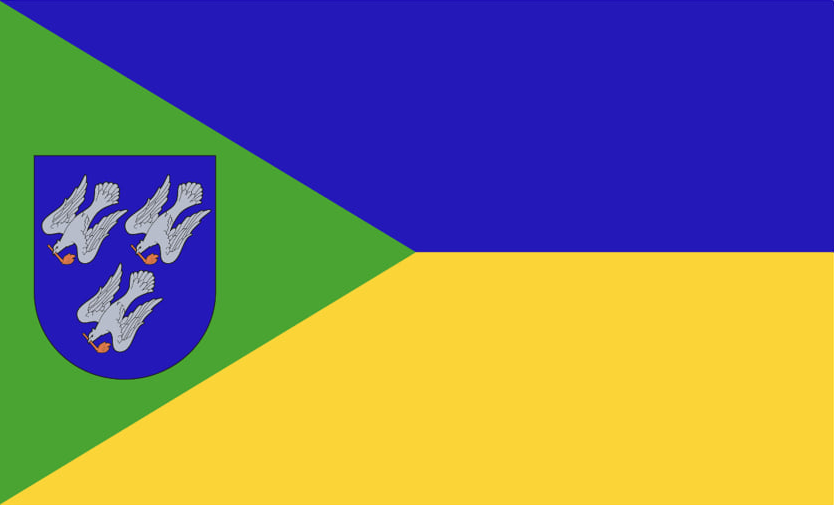
Radomyshl'
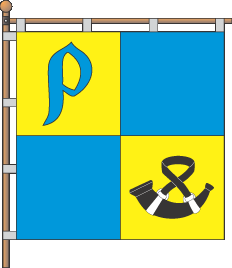
Radyvyliv
Ratne
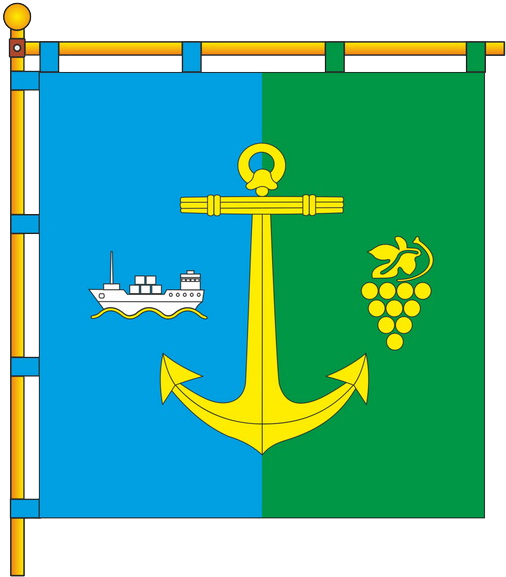
Reni
Reshetylivka
Rivne
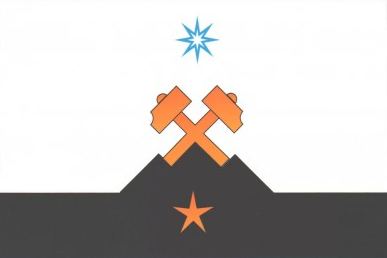
Rodyns'ke
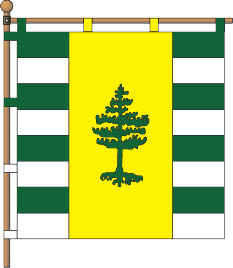
Roebizjne
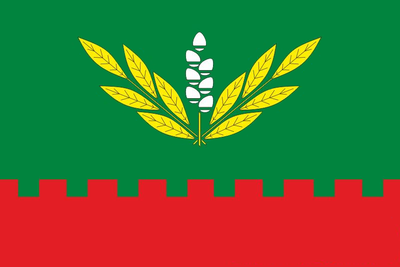
Rokytne
Romny
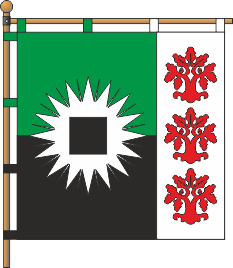
Rovenky
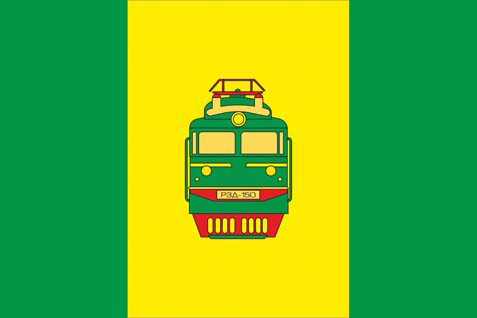
Rozdilna
Rozhysche

## S

Saki[3]
Sambir
Sarny
Sartana
Schastia
Sebastopol[3] Vlag
Selydove
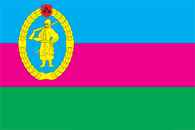
Semenivka
Shepetivka
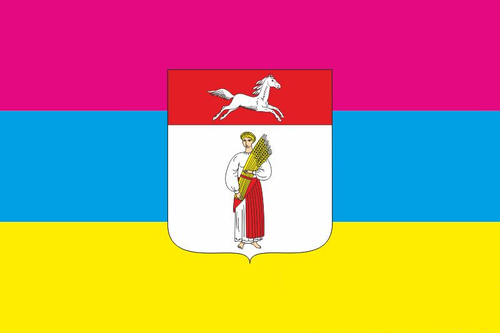
Shpola
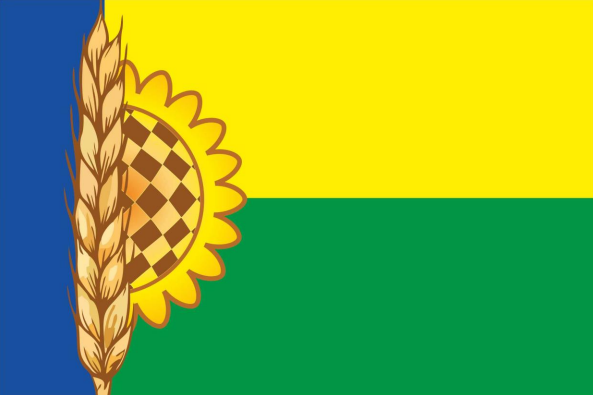
Shyroke
Simferopol[3]
Siversk
Sjachtarsk
Sjeptytskyj
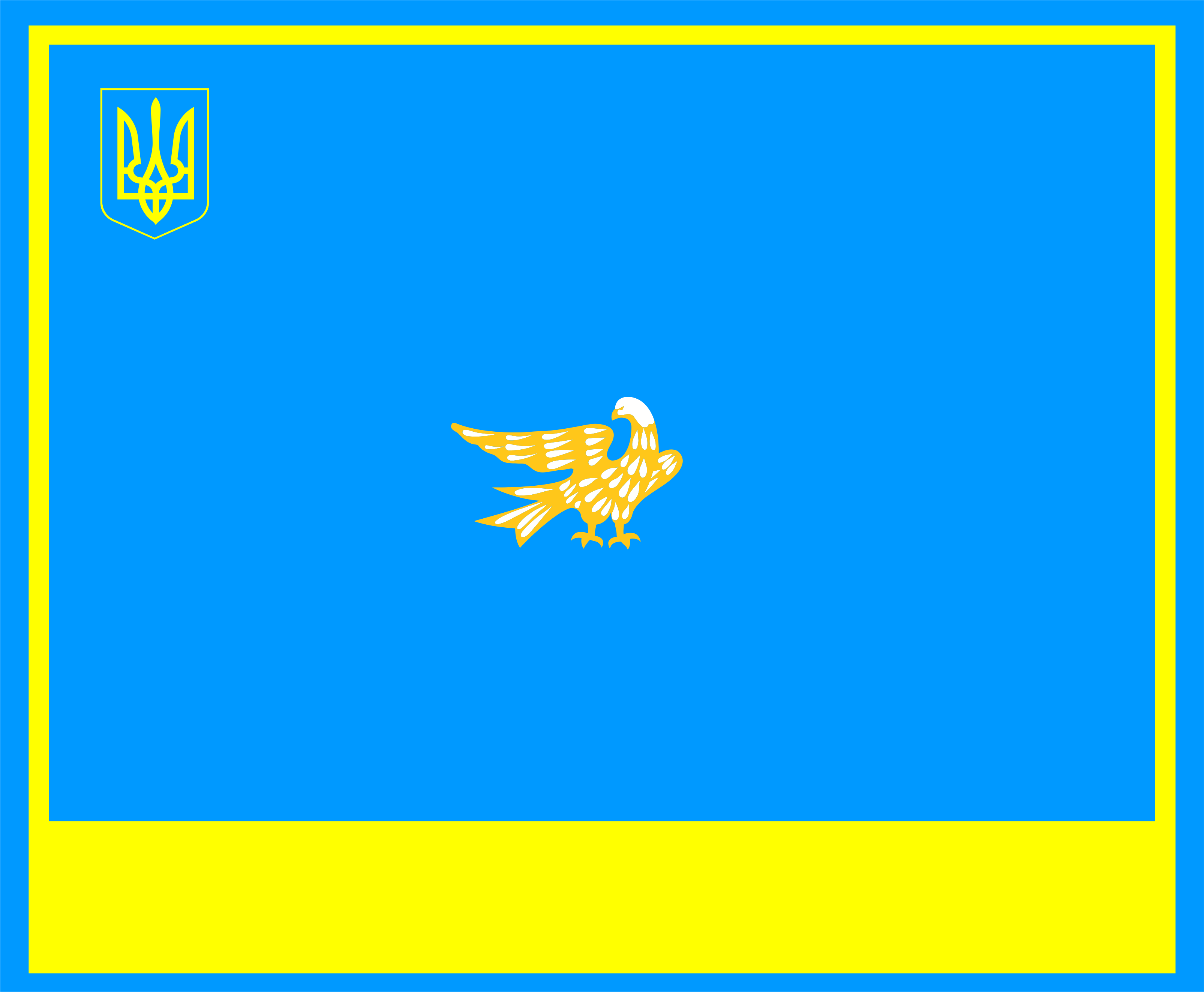
Sjevjerodonetsk
Sjostka
Sjtsjjolkino[3]
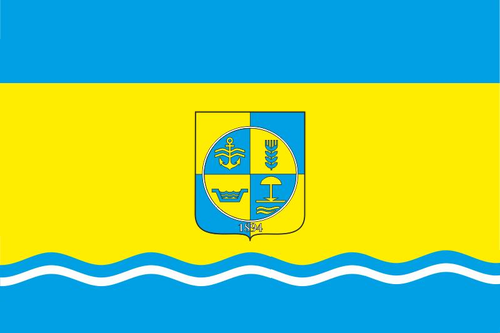
Skadovsk
Skvyra
Slavoeta
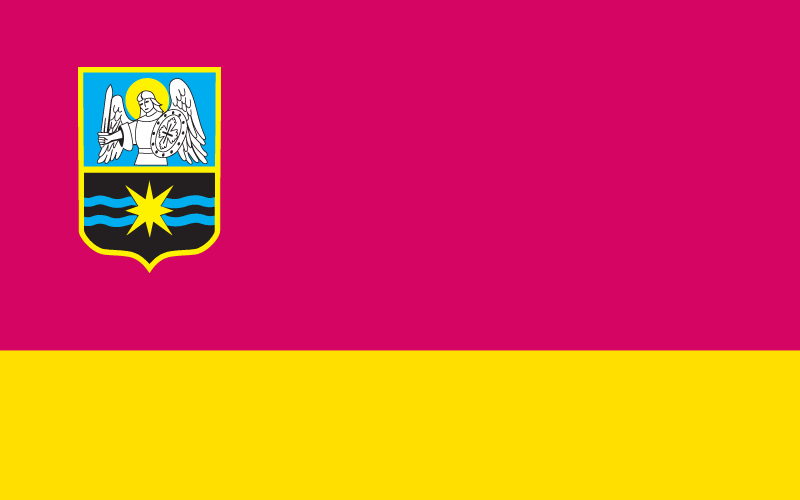
Slavoetytsj
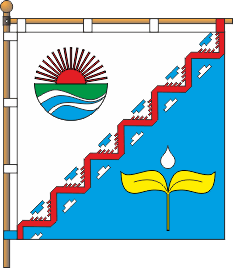
Slobozhanske
Slovjansk
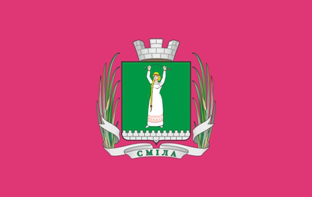
Smila
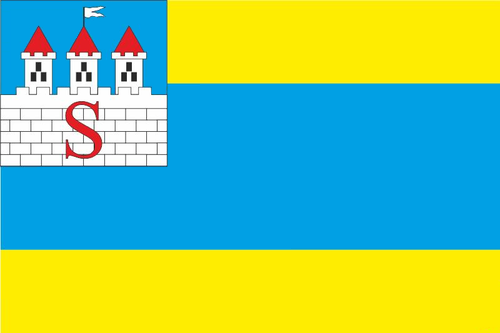
Sniatyn
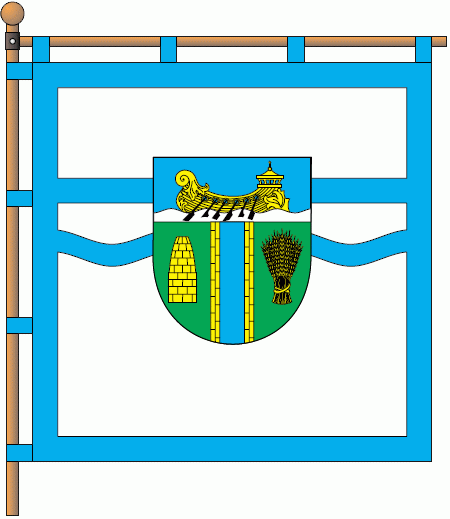
Snihoerivka
Snizjne
Snovsk
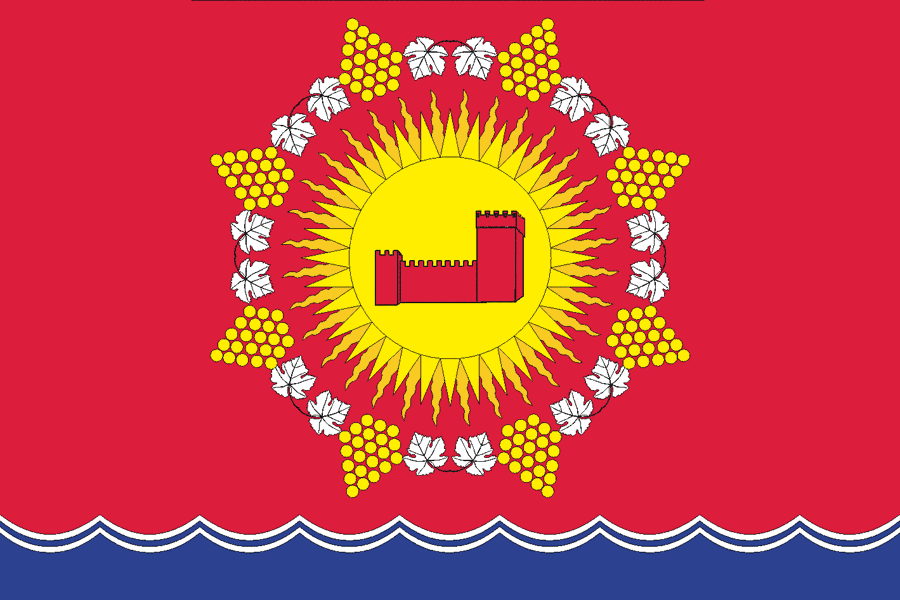
Soedak
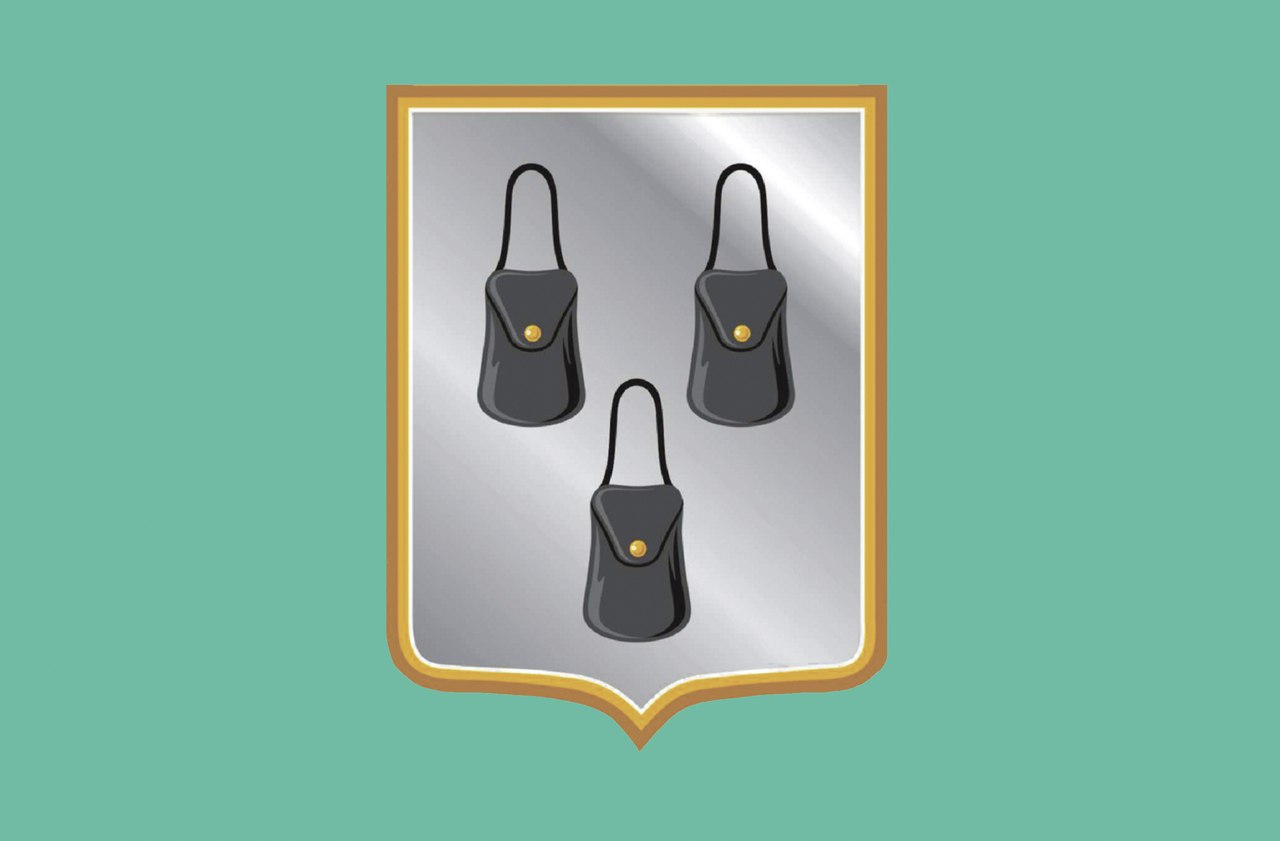
Soemy
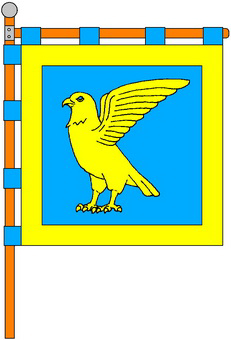
Sokal
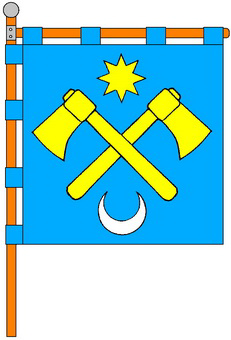
Sokyriany
Soledar
Solonytsivka
Sorokyne
Sovietskyi[3]
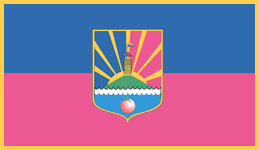
Stanytsia Luhanska
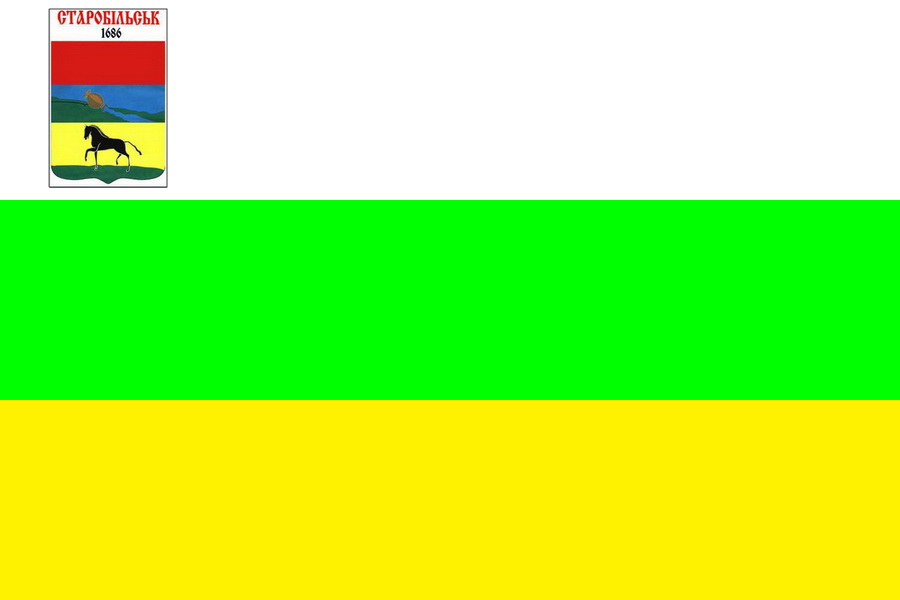
Starobilsk
Starokonstantinov
Stary Krym[3]
Stebnyk
Stryj
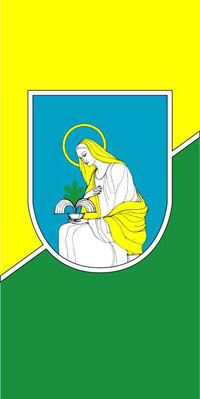
Svaljava
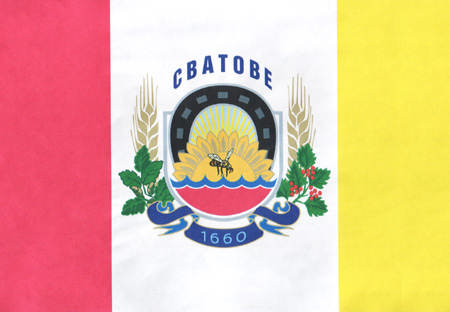
Svatove
Svitlodars'k
Svitlovodsk
Synel'nykove

## T

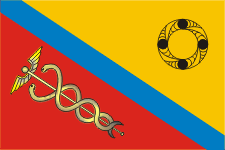
Talne
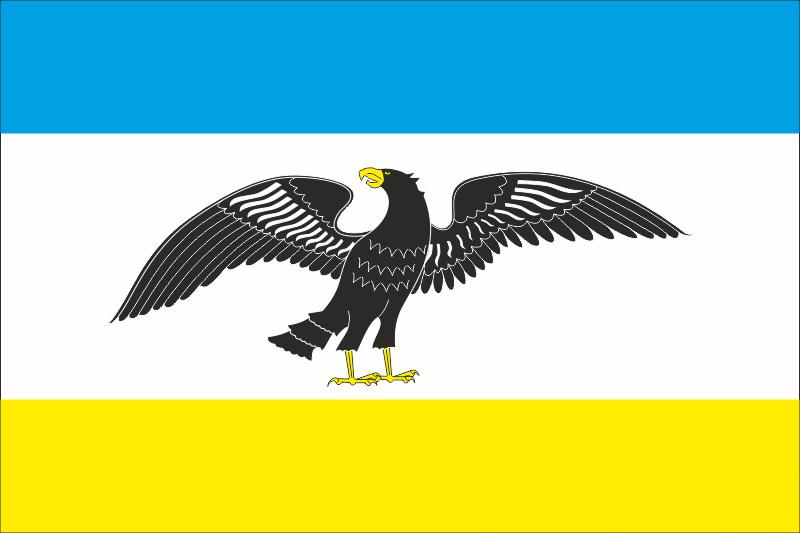
Tarashcha
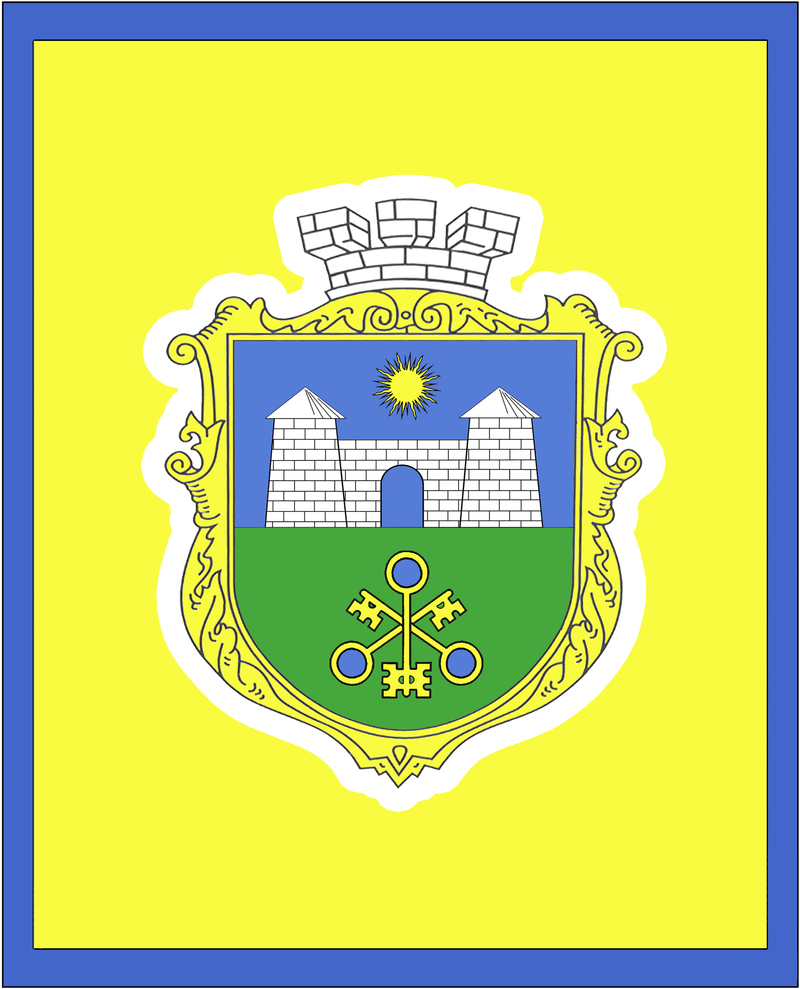
Tatarboenary
Terebovlia
Ternopil
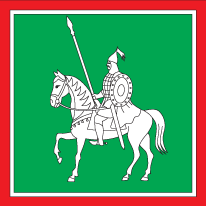
Tetiiv
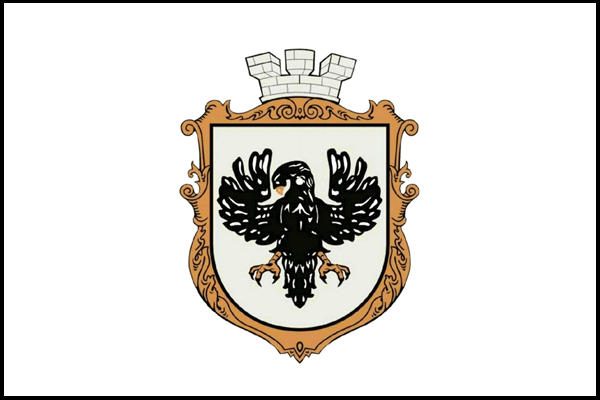
Tjatsjiv
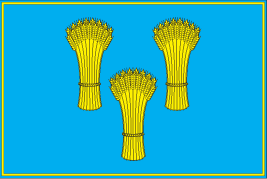
Toeltsjyn
Tokmak
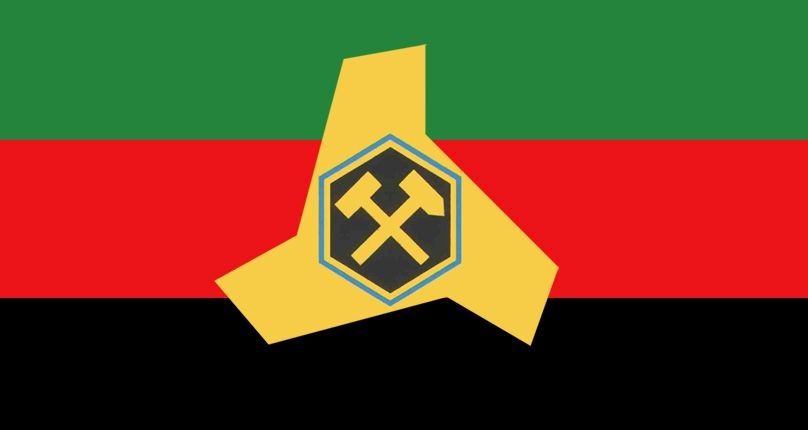
Toretsk
Truskavets
Tsjerkasy
Tsjernihiv
Tsjernivtsi
Tsjernomorskoe[3]
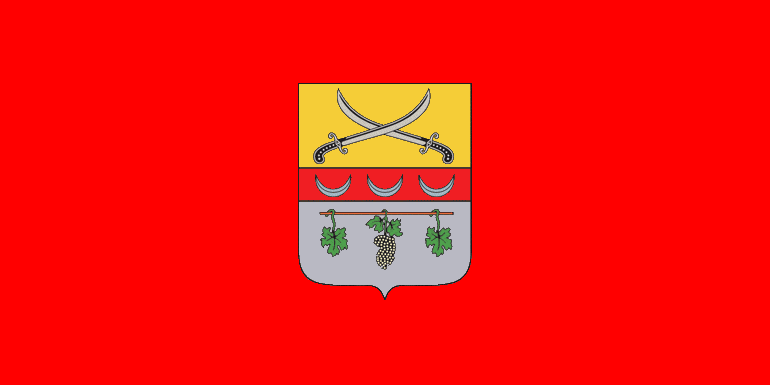
Tsjoehoejiv
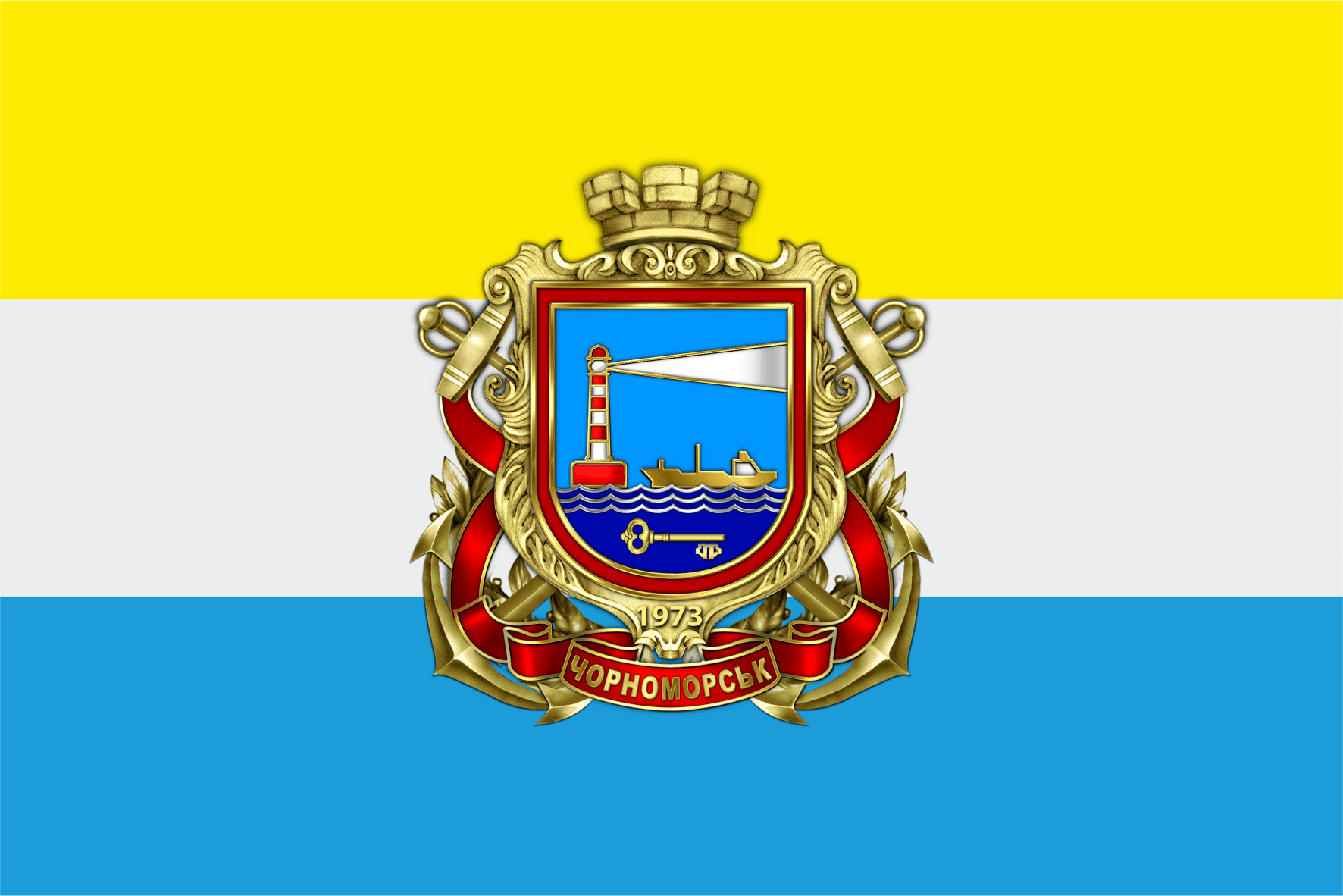
Tsjornomorsk
Tsjystjakove
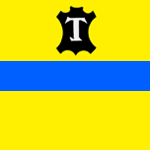
Tysmenytsya

## U

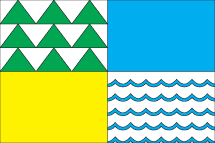
Ukrainka
Uspenka
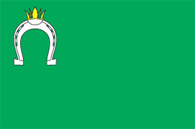
Uzyn

## V

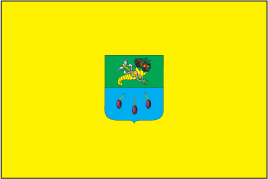
Valky
Varash
Vasylivka
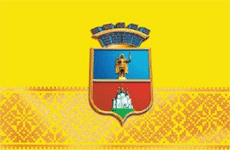
Vasylkiv
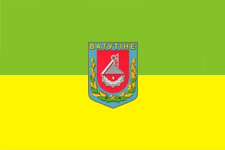
Vatutine
Velyka Dymerka
Velyka Lepetykha
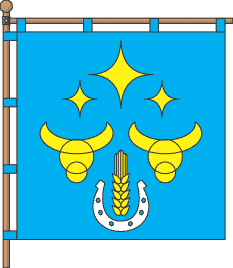
Vesele
Vinnytsja
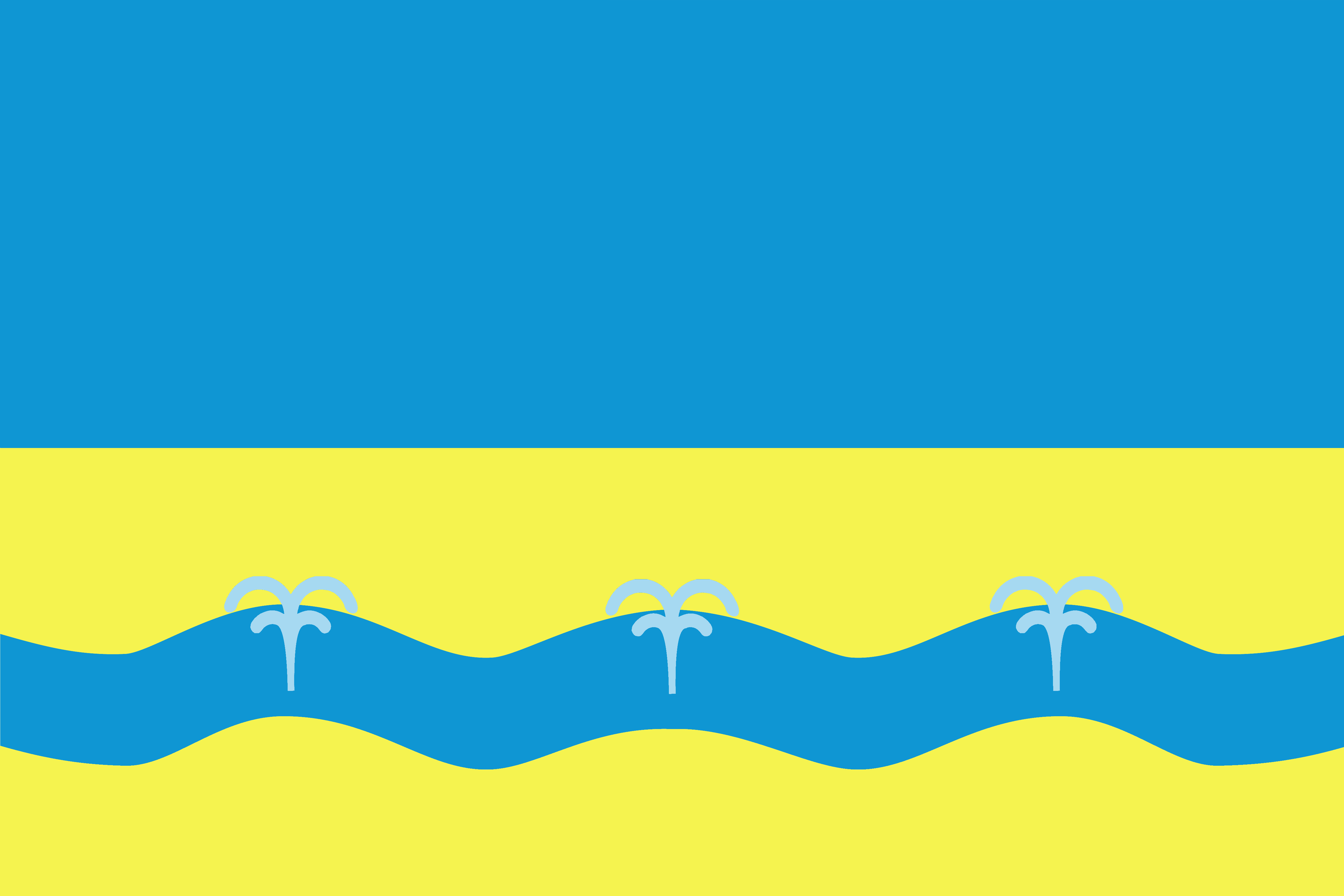
Volnovakha
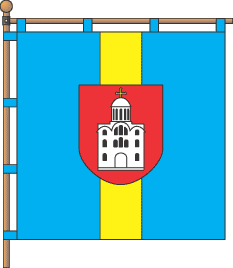
Volodymyr
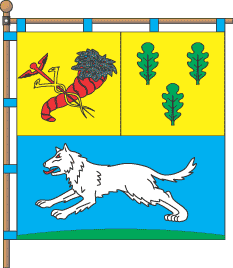
Vovtsjansk
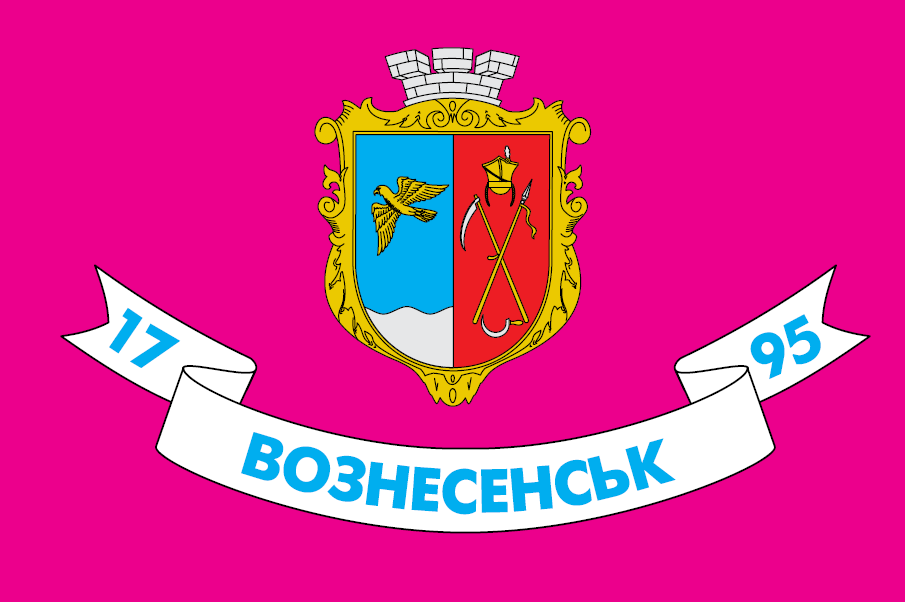
Voznesensk
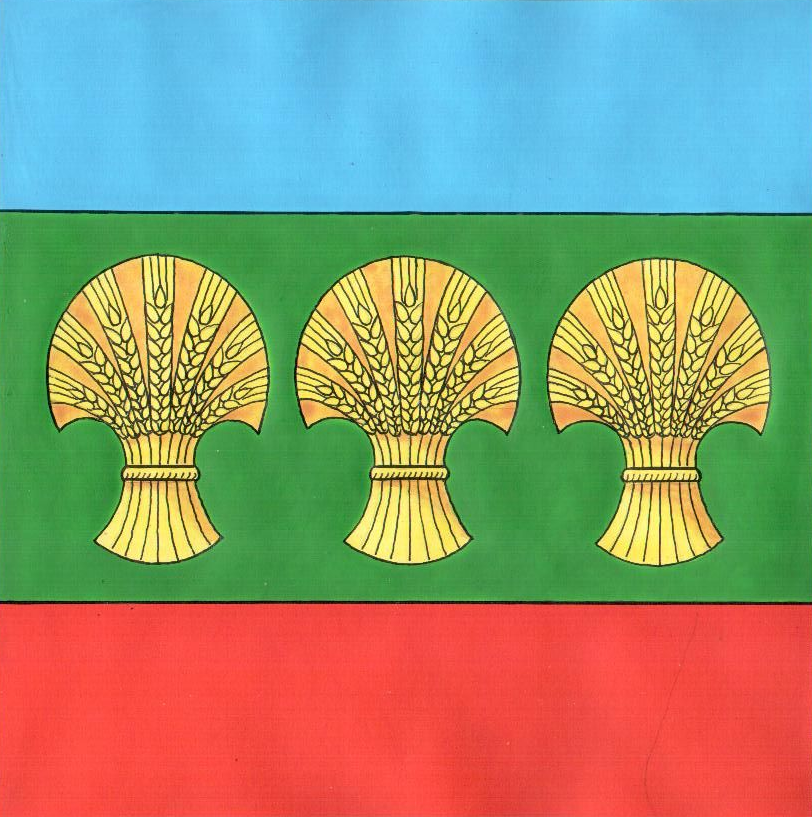
Vradiivka
Vuhlehirs'k
Vynohradiv
Vyshhorod
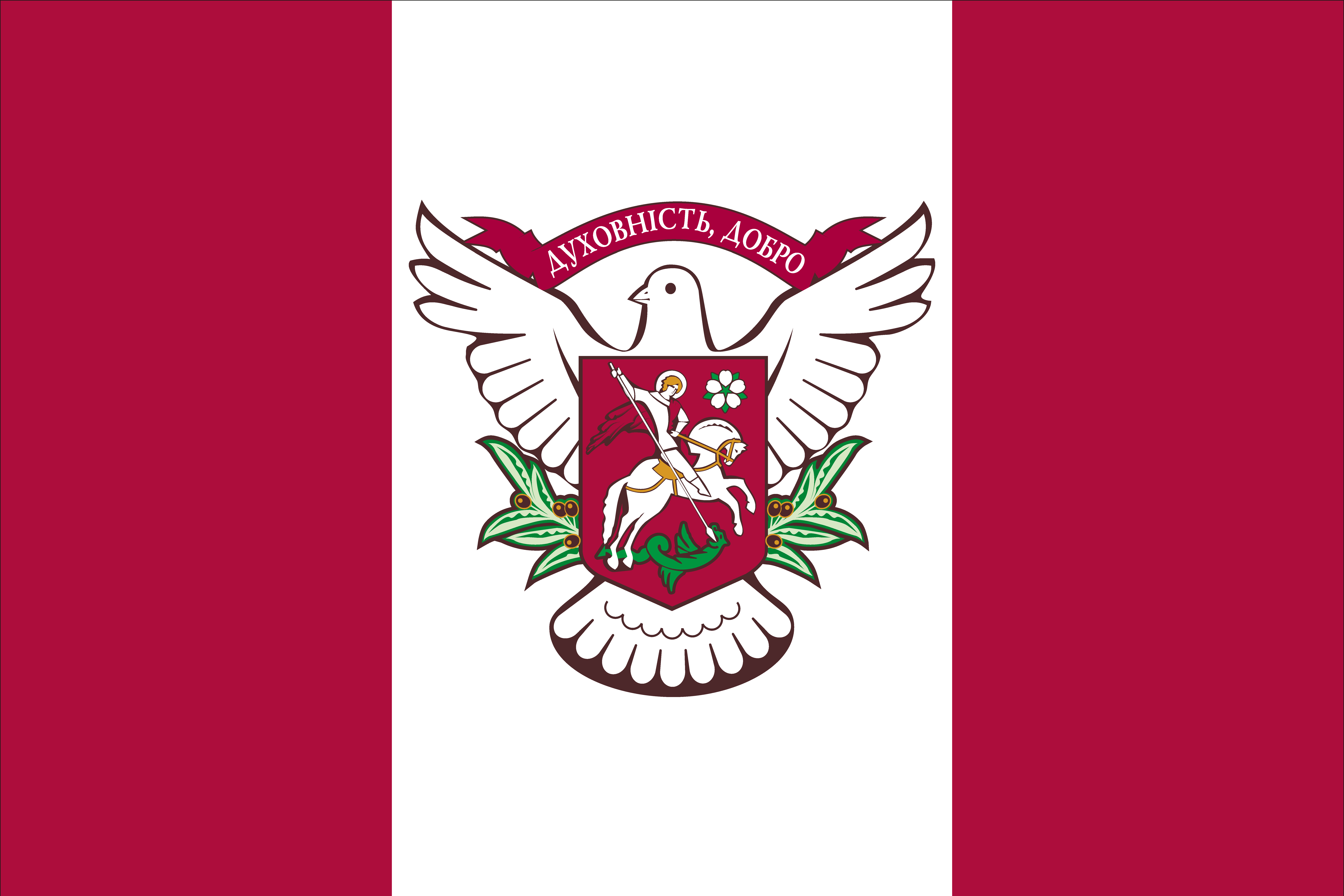
Vyshneve
Vysokyi

## Y

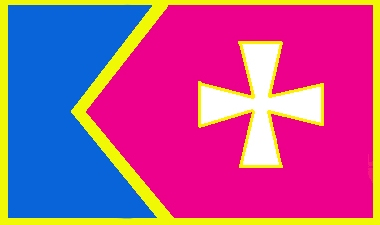
Yahotyn
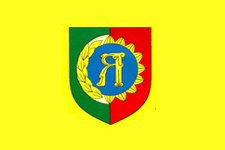
Yakymivka
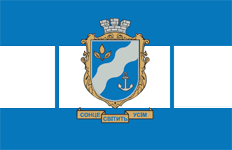
Yuzhne

## Z

Zalishchyky
Zaporizja
Zbarazh
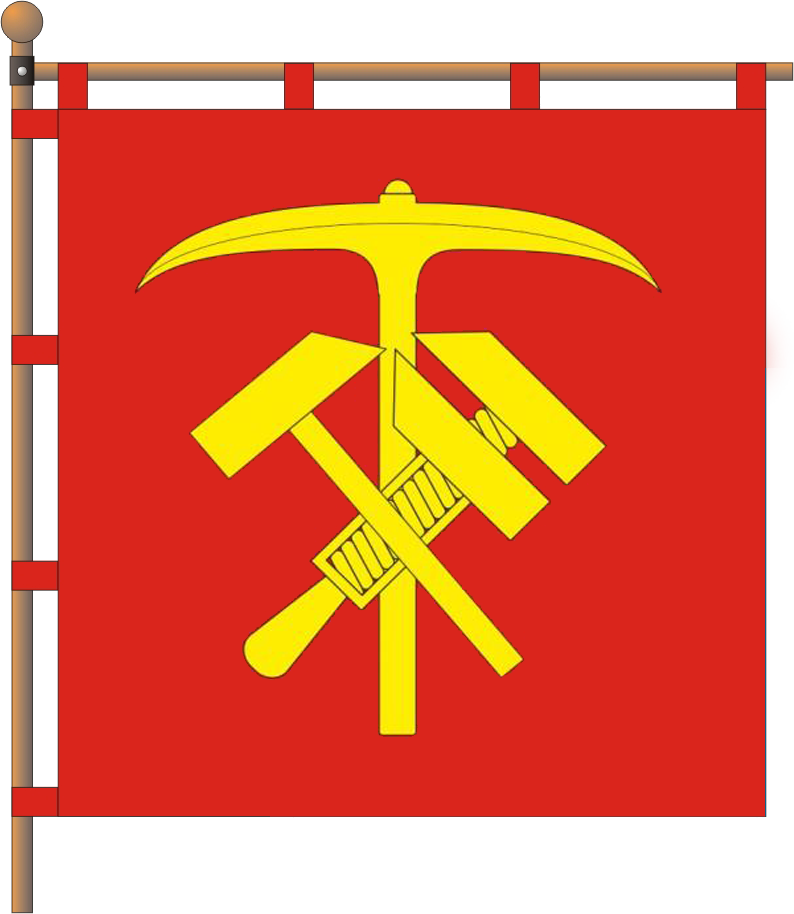
Zdolbuniv
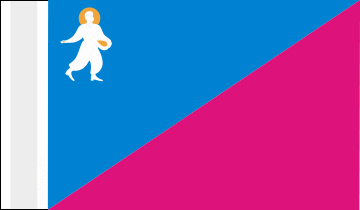
Zhashkiv
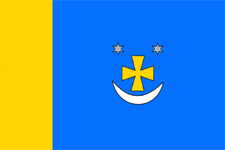
Zinkiv
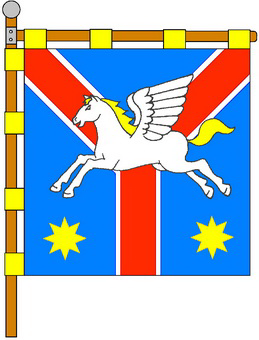
Zjmerynka
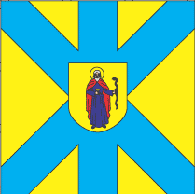
Zjovkva
Zjovti Vody
Zjytomyr
Zmiiv
Znam'yanka
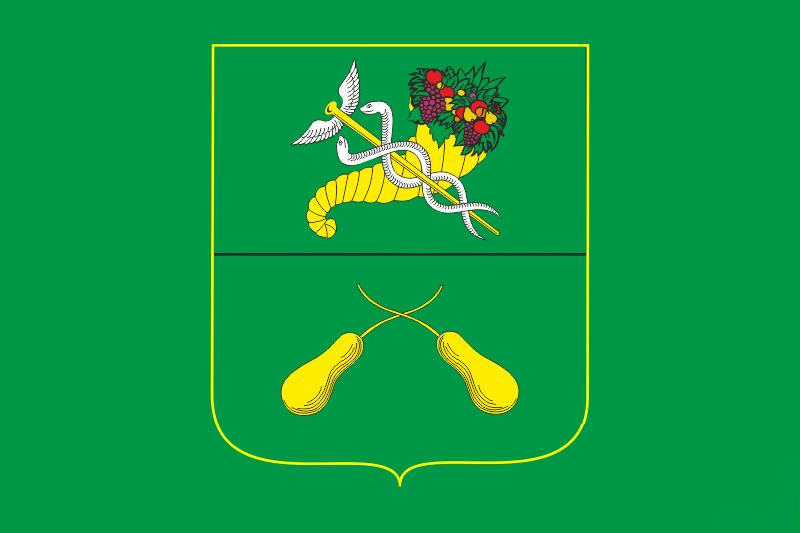
Zolochiv (Charkiv)
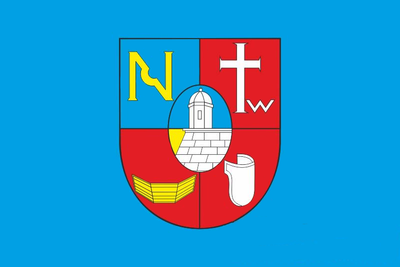
Zolochiv (Lviv)
Zolotonosha
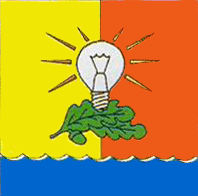
Zuhres
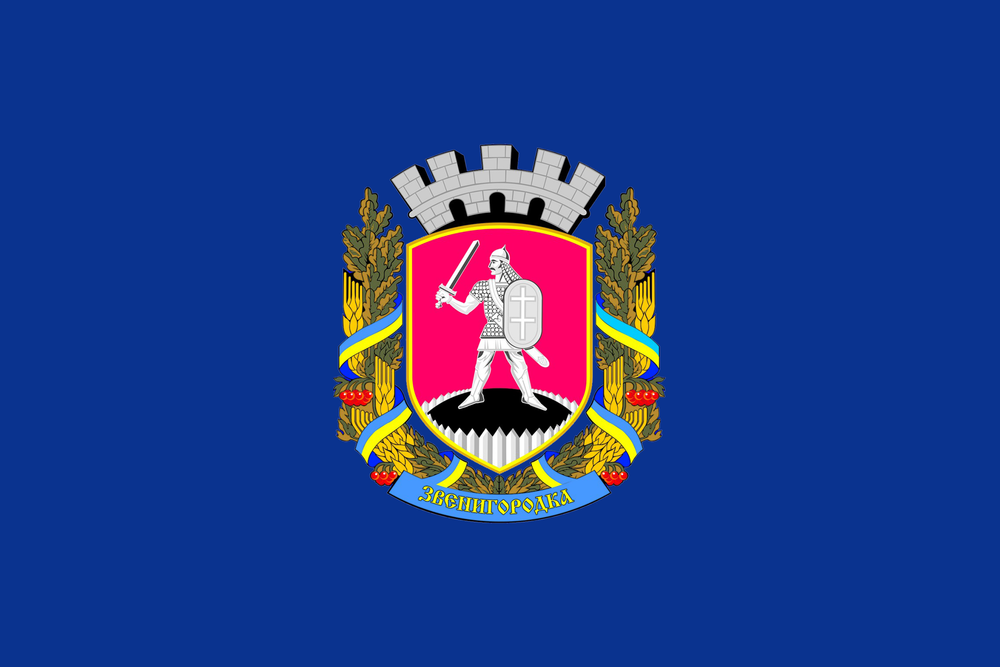
Zvenyhorodka
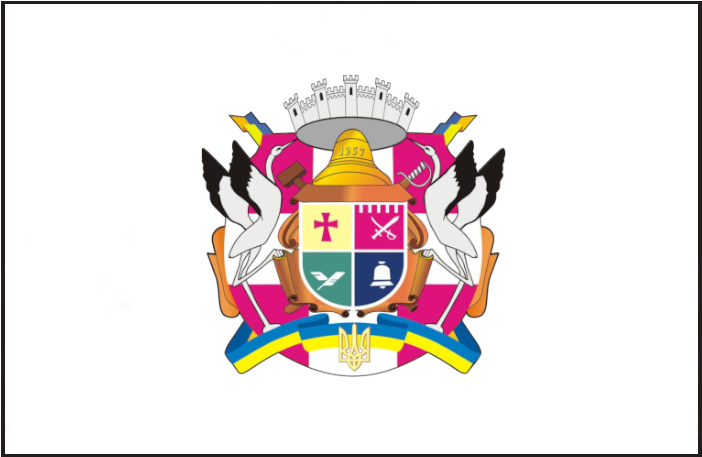
Zvjahel
Zymohir'ya

Andorra · Armenië · België · Bosnië en Herzegovina · Brazilië · Bulgarije · Canada · Chili · Colombia · Costa Rica · Denemarken · Duitsland · El Salvador · Estland · Frankrijk · Georgië · Indonesië · Italië · Kroatië · Letland · Liechtenstein · Litouwen · Luxemburg · Malta · Mexico · Montenegro · Nederland · Noord-Macedonië · Noorwegen · Oekraïne · Oostenrijk · Polen · Portugal · Roemenië · Rusland · San Marino · Servië · Slowakije · Spanje · Tsjechië · Venezuela · Verenigd Koninkrijk · Verenigde Staten · Wit-Rusland · Zimbabwe · Zwitserland
Historisch: België · Nederland
Zie ook: Vlaggenlijsten (per land) · Vlaggen van afhankelijke gebieden · Vlaggen van subnationale entiteiten (per land) · Lijst van vlaggen van hoofdsteden